# Theodore Roosevelt
Pour les articles homonymes, voir Roosevelt.
Pour les autres membres de la famille, voir Famille Roosevelt.
Theodore Roosevelt (prononcé en anglais : /ˈɹoʊ̯.zə.vɛlt/), parfois surnommé Teddy, né le 27 octobre 1858 à New York et mort le 6 janvier 1919 à Oyster Bay (État de New York), est un homme d'État américain. Membre du Parti républicain (puis cofondateur du Parti progressiste dissident), il est président des États-Unis de 1901 à 1909, succédant en tant que vice-président à William McKinley, assassiné, puis élu en 1904. Il est lauréat du prix Nobel de la paix en 1906 grâce à son rôle de médiateur dans la guerre russo-japonaise.
Homme à la santé fragile, il exerce divers métiers avant et après son engagement politique, aussi variés que conservateur de musée, écrivain, essayiste, historien, militaire, naturaliste ou encore ornithologiste. Autodidacte, bénéficiant d'une instruction à domicile, il effectue de nombreux voyages dans sa jeunesse, son père devant beaucoup se déplacer à cause de son métier d'homme d'affaires. Theodore perd son père assez jeune alors qu'il effectue ses études à Harvard. Malgré ce décès, il termine ses études, mais il connaît une profonde dépression après la mort simultanée de sa première femme Alice et de sa mère. Il se retire dans le territoire du Dakota et découvre la vie de cow-boy. Entre-temps, il s'est fait élire comme député à l'Assemblée de l'État de New York.
En 1886, il tente de se faire élire maire de New York mais il échoue de peu. Il est ensuite membre de la commission gouvernementale chargée du traitement des fonctionnaires fédéraux. Dans les années 1890, il devient l'un des tenants d'une ligne impérialiste au sein du Parti républicain, influencé par les lectures d'Alfred Mahan. En 1897, il devient secrétaire adjoint à la Marine et joue un rôle décisif l'année suivante dans le déclenchement de la guerre hispano-américaine. Il devient le commandant des Rough Riders, régiment de cavalerie qui participa aux combats et dont la légende dut beaucoup aux relations que Theodore Roosevelt entretenait avec la presse mais aussi forgea une image de héros. Le prestige acquis lors du conflit permet à Roosevelt de se faire élire gouverneur de l'État de New York. Le Parti républicain, qui craint alors son influence, parvient à le débaucher pour être le colistier de William McKinley pour l'élection présidentielle de 1900. L'assassinat du président en septembre 1901 fait de Roosevelt le plus jeune président investi, âgé alors de 42 ans et 322 jours.
Sa présidence est considérée comme l'une des plus importantes de l'histoire des États-Unis. Roosevelt est — avec Woodrow Wilson et Robert La Follette — l'une des principales figures de l'Ère progressiste. Sur le plan intérieur, sa politique est principalement marquée par la lutte contre les trusts — à travers le renforcement du droit de la concurrence — mais aussi par le renforcement de la politique d'immigration et aussi par la mise en place d'une politique environnementale. En revanche, les droits des minorités — en particulier les Afro-Américains — ne s'améliorent pas durant son mandat. Il est triomphalement réélu lors de l'élection présidentielle de 1904. Sur le plan extérieur, les États-Unis interviennent dans la crise vénézuélienne de 1902-1903 et dans la guerre des Mille Jours — qui aboutit à l'indépendance de Panama de la Colombie et à la concession du canal — tandis que le président définit la « doctrine du Big Stick » et un corollaire expansionniste qui complète la doctrine Monroe. Il renonce à se représenter à l'issue de son second mandat.
Il consacre sa courte retraite politique aux voyages et à l'ornithologie, mais la politique menée par le Parti républicain après son départ ne le satisfait guère. Il décide de revenir en politique en 1911, d'abord en tentant d'infléchir la politique de son successeur William Howard Taft. N'y parvenant pas, il décide de se présenter à l'élection présidentielle de 1912 en candidat tiers parti sous la bannière du Parti progressiste. La division du Parti républicain favorise l'élection de Woodrow Wilson, mais Roosevelt obtient le meilleur score jamais réalisé par un candidat tiers parti. Il soutient la Triple Entente pendant la Première Guerre mondiale et tente de s'engager lorsque l'entrée en guerre des États-Unis devient inévitable. La mort au combat de son fils Quentin l'affecte profondément. Il meurt six mois plus tard. 
Dans les classements faits par les historiens et les journalistes, Theodore Roosevelt est considéré comme l'un des plus grands présidents et fut toujours classé parmi les huit premiers. Son effigie fut reproduite sur le mont Rushmore aux côtés des présidents George Washington, Thomas Jefferson et Abraham Lincoln. Dans un autre classement réalisé par le New York Times, il est considéré comme le président ayant le plus fait pour la préservation de l'environnement.

## Situation personnelle

### Enfance et famille
(janvier 2025).
Améliorez-le ou discutez des points à vérifier. 

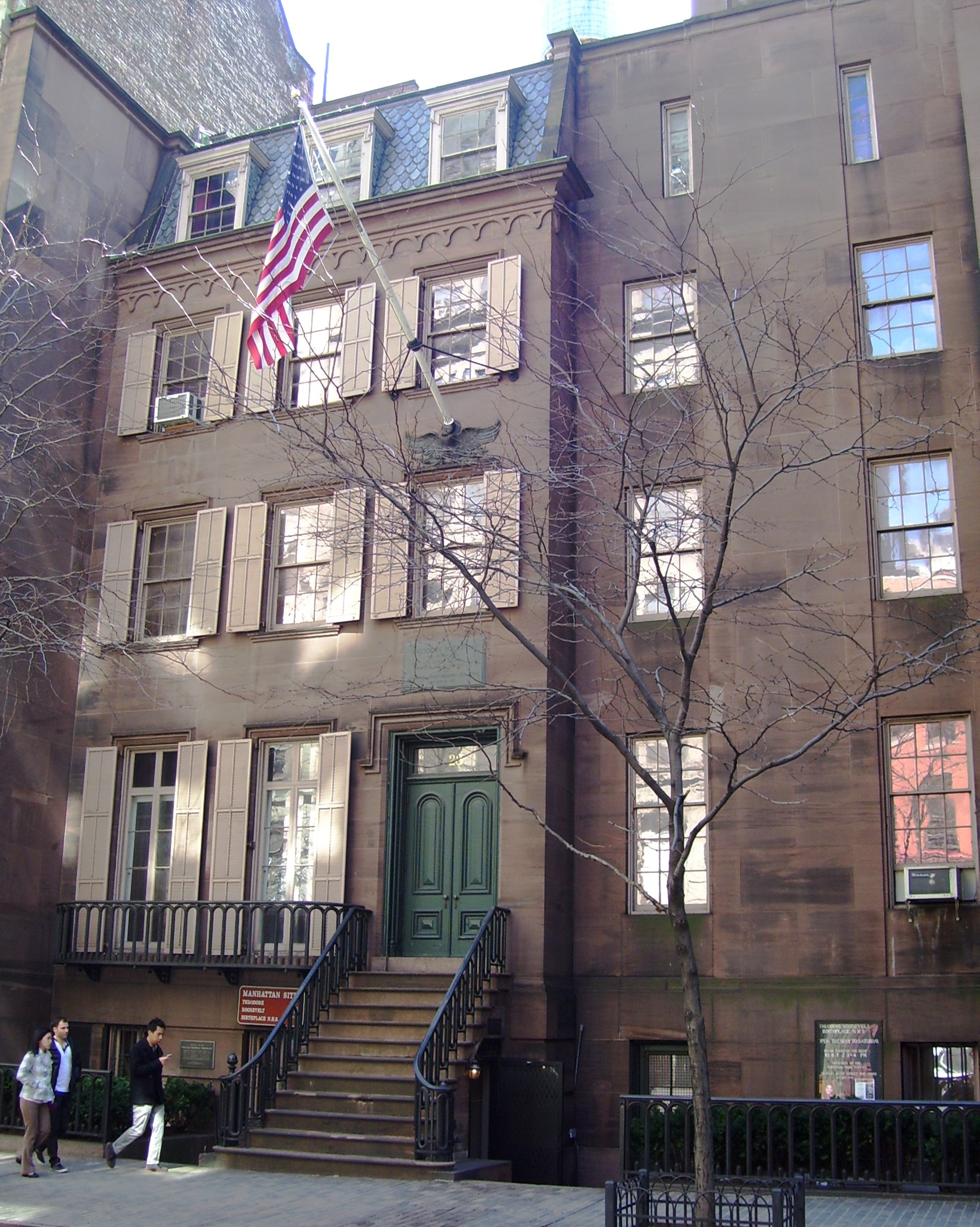
Maison natale de Theodore Roosevelt. Elle est aujourd'hui un site historique national référencé au registre national des lieux historiques.

Theodore Roosevelt est né le 27 octobre 1858 à New York au 28e Est de la 20e rue dans le quartier de Manhattan,,. Il est le fils cadet de Martha Bulloch Roosevelt (1835-1884) et de Theodore Roosevelt, Sr. (1831-1878), homme d'affaires et philanthrope. Il a une sœur aînée nommée Anna, (appelée Bamie), un frère cadet nommé Elliott (en) et une sœur cadette nommée Corinne. Son père a fait fortune dans l'import/export,. Sa mère elle, est issue d'une famille qui a fait fortune dans les plantations de coton en Géorgie. Il a deux sœurs, l'aînée Anna (en) (1855-1931) et la dernière de la fratrie Corinne (1861-1933), ainsi qu'un frère Elliot (en) (1860-1894). Par ailleurs, Elliott est le père d'Eleanor, la future première dame des États-Unis et épouse de Franklin Delano Roosevelt, un lointain cousin de Theodore. Franklin était le fils de James Roosevelt I, un cousin du père de Theodore qui était également homme d'affaires.
Les Roosevelt sont issus de familles aristocratiques d'origine néerlandaise,,, issus de Claes Martenzsen Van Rosenvelt (1626-1659), installé à La Nouvelle-Amsterdam vers 1650 et dont la descendance (via son fils Nicholas) donne un autre président américain, Franklin Delano Roosevelt. En plus de son ascendance néerlandaise, Theodore a également des ascendances écossaises, irlandaises, anglaises, allemandes, galloises et françaises. Par ascendance ou par mariage, Theodore Roosevelt est également un parent éloigné de plusieurs présidents américains (John Adams, James Madison, Martin Van Buren, William Howard Taft).

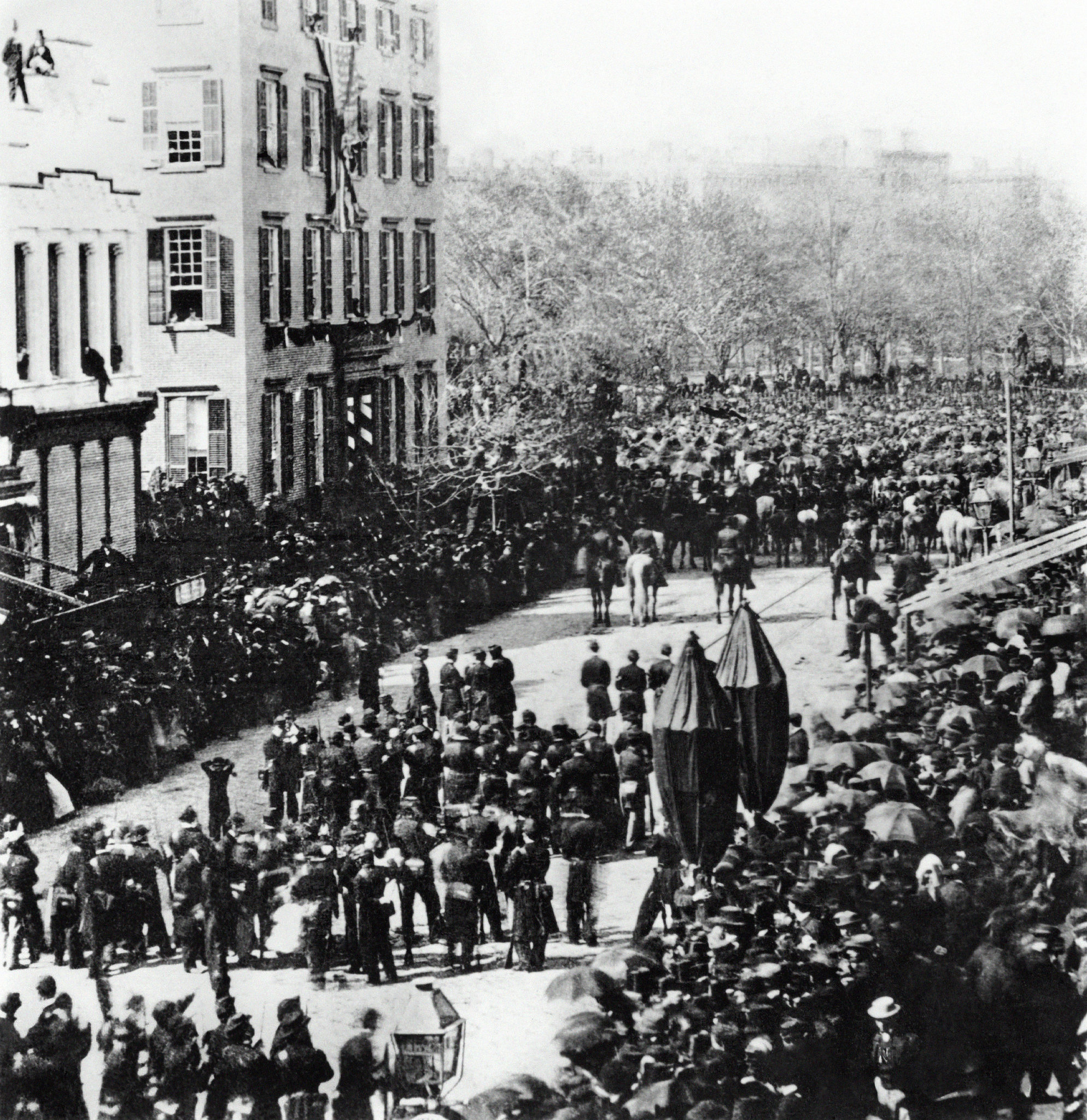
Passage du cortège funèbre d'Abraham Lincoln à l'Union Square devant la maison du grand-père paternel de Theodore, qui assiste au passage du cortège avec son frère Elliott.

Theodore Roosevelt photographié lors du passage des Roosevelt à Paris en 1870.

L'enfance de Theodore est assez compliquée, avec des crises d'asthme à répétition qui n'inquiètent guère les médecins,,,. En plus d'être asthmatique, il souffre régulièrement de fièvre et de nausées,. Il est malgré tout un jeune garçon vif et ouvert d'esprit,,. Sa santé fragile l'empêche de sortir, ce qui l'incite à la lecture,,. Il devient rapidement un lecteur vorace et compulsif. À l'âge de six ans et demi, il assiste aux funérailles d'Abraham Lincoln en suivant le passage du cortège funèbre à New York sur la route pour Springfield dans l'Illinois. Il passe ses étés dans les Adirondacks, à Long Island ou sur les rives de l'Hudson River. Vers l'âge de sept ans, il se découvre un intérêt pour la zoologie en voyant un pinnipède mort sur un marché local. Après avoir fait acquisition de la tête de l'animal, il forme avec ses cousins le « Musée Roosevelt d'histoire naturelle ». Il apprend les bases de la taxidermie et multiplie les prises. Son père le fait même rencontrer John Graham Bell, un naturaliste et taxidermiste reconnu. Cela développe son goût de la chasse, qu'il pratiqua assidument par la suite. Il étudie les animaux et les prépare afin de les présenter. Il note ses observations dans un carnet, qui prit ensuite le nom de « Histoire naturelle des insectes ». En 1871, il fit don de ses animaux au musée américain d'histoire naturelle, dont son père est d'ailleurs le cofondateur,. Sa famille défend le camp de l'Union pendant la guerre de Sécession, bien que certains clients de son père soient proches des Confédérés. Un de ses oncles a combattu pour la Confederate States Army. Elle est tellement connue à New York que The New York Times a publié près de 130 articles sur la famille Roosevelt entre 1851 et la mort de son père.
En 1869, Theodore Sr. décide d'emmener sa famille dans un Grand Tour d'Europe occidentale. Il espère que la santé de ses enfants va s'améliorer au cours du voyage, tous étant de condition assez fragile, d'autant que Martha s'ennuie beaucoup depuis la fin de la guerre. Les Roosevelt voyagent à travers l'Europe pendant un an. Au cours d'une excursion dans les Alpes, Theodore découvre que l'effort physique a des effets bénéfiques sur son asthme mais aussi pour maintenir son moral,. De retour au pays, il se met à avoir une activité physique importante, n'hésitant pas à engager un entraîneur de boxe après une mauvaise rencontre,. En 1871, il obtient enfin des lunettes de bonne qualité, lui qui avait une vue assez moyenne. L'année suivante, les Roosevelt se lancent dans un nouveau Grand Tour en Europe, mais également en Égypte et en Syrie,. Disposant d'un port d'armes, il abat et fait collection de nombreux oiseaux durant l'excursion en Égypte, qu'il observa et dont il continua de noter les observations. Le voyage s'achève à Vienne où a lieu l'exposition universelle de 1873 à laquelle Theodore Sr. doit participer.

### Études et formation
Le jeune Theodore suit une instruction à domicile, étudiant avec des précepteurs et ses parents. L'un de ses biographes, H. W. Brands (en), souligne néanmoins que cette éducation particulière n'a pas été sans conséquence par la suite : 
« The most obvious drawback to his home schooling was uneven coverage of the various areas of human knowledge. »
« L'inconvénient le plus évident de son enseignement à domicile était une couverture inégale des divers domaines de la connaissance humaine. »
 Theodore a des résultats scolaires solides en géographie, excellents en histoire, en biologie, en français et en allemand (langues qu'il apprit en 1873 lors d'un séjour linguistique dans une famille allemande à Dresde pendant l'Exposition universelle) ; cependant, il a des résultats médiocres en mathématiques et en littérature anglaise.

Le 27 septembre 1876, il entre à l'université Harvard. Son père, qui est son modèle depuis son enfance, lui donne les conseils suivants pour réussir ses études : 
« Take care of your morals first, your health next, and finally your studies. »
« Pense d'abord à ton éthique, ensuite à ta santé et enfin à tes études. »
 La mort prématurée de son père le 9 février 1878 le bouleverse, mais elle le pousse à accentuer ses efforts pour obtenir son diplôme. Cela ne l'empêche pas d'hériter de 65 000 dollars (soit 1 743 121 $ en 2020), de quoi vivre de manière aisée et confortable pour le reste de sa vie.
Durant son parcours à Harvard, il obtient de bons résultats en sciences naturelles, en philosophie et en rhétorique mais des résultats médiocres en langues anciennes (latin et grec ancien). Il étudie la biologie de manière assidue, devenant un naturaliste et ornithologue reconnu. Il publie un ouvrage photographique consacré à l'ornithologie. En parallèle à ses études, il participe à quelques tournois amateur de boxe. Après avoir obtenu son diplôme, il abandonne l'idée d'entamer des études approfondies en sciences naturelles et entame une licence de droit à la Columbia Law School. Cependant, il ne termine pas ses études,, et revient à New York dans la maison familiale. Il écrit un livre consacré aux batailles navales pendant la guerre anglo-américaine de 1812, assisté de deux de ses oncles,,,.

### Premier mariage
Durant ses études à Harvard, il rencontre Alice Hathaway, la fille d'un banquier. Il l'épouse après quatre ans de relations, le 27 octobre 1880. De cette union naît une fille, Alice Roosevelt Longworth (1884-1980). Mais Alice (épouse) meurt 2 jours après l'accouchement, le même jour que la mère de Theodore, qui décède des suites d'une fièvre typhoïde, le 14 février 1884,,.

### Second mariage

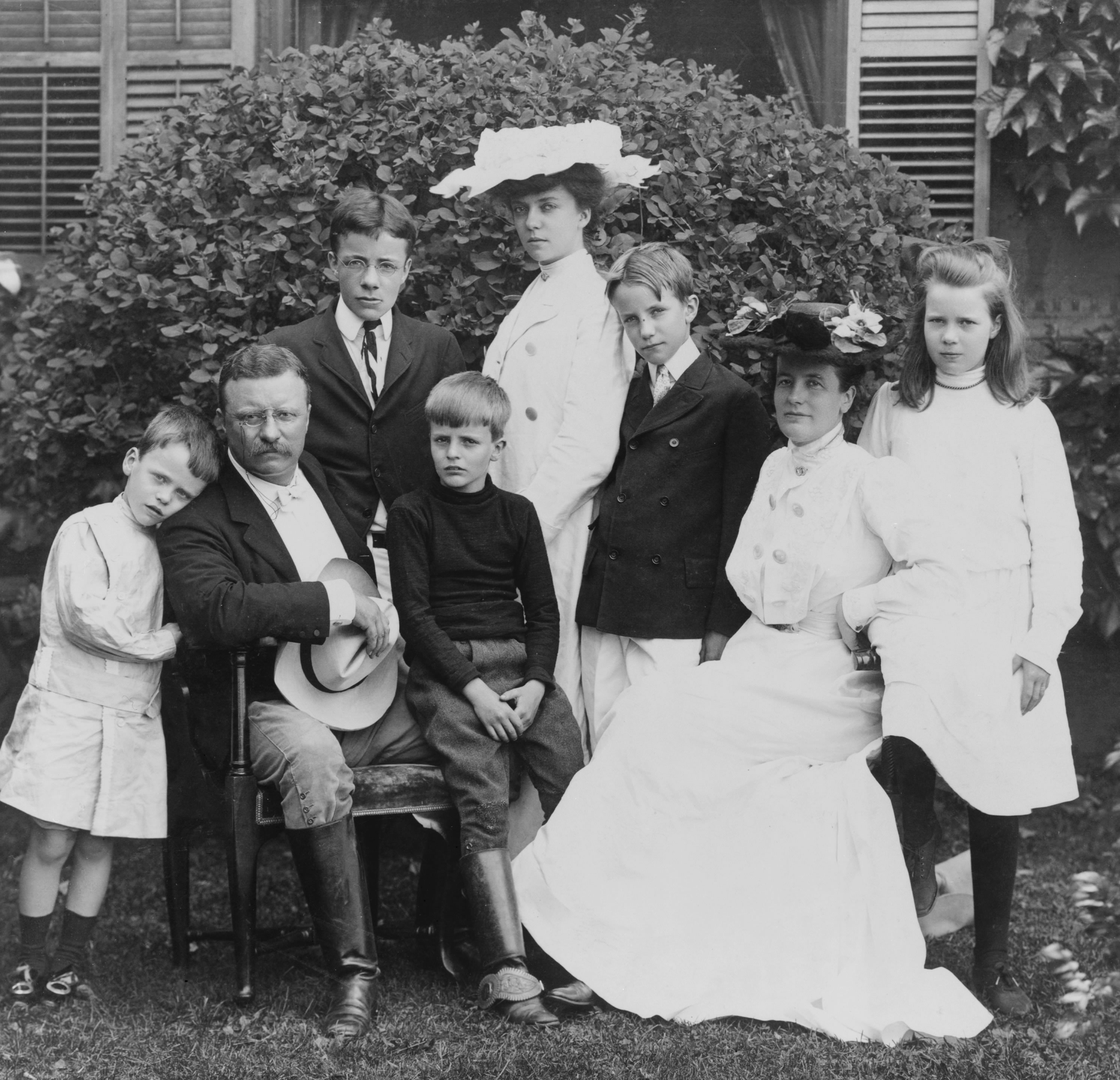
La famille Roosevelt photographiée en 1903 (Pach Brothers).

Le 2 décembre 1886, il épouse son amie d'enfance Edith, malgré les réticences de ses sœurs. Le couple se marie à Londres à l'église Saint-George sur Hanover Square. Le couple aura cinq enfants : 
- Theodore, Jr. (1887-1944), qui sera général américain et participera à la première vague d'assaut à Utah Beach le 6 juin 1944 ;
- Kermit (1889-1943), futur explorateur aux côtés de son père ;
- Ethel (en) (1891-1977) ;
- Archibald (en) (1894-1979), futur officier et vétéran de la Seconde Guerre mondiale ; père de Theodora Keogh (en) ;
- Quentin (1897-1918), pilote et héros de guerre, tué en France (le 14 juillet 1918, à Chamery, hameau de la commune de Coulonges-Cohan) lors d'un combat aérien durant la Première Guerre mondiale.

Le couple élève également la fille aînée de Theodore, qui est régulièrement en conflit avec sa belle-mère.

## Parcours politique

### Député à l'Assemblée de l'État de New York (1882-1884)

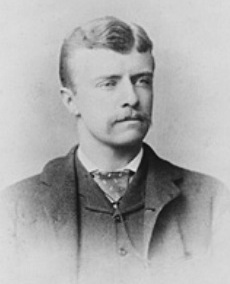
Theodore Roosevelt, photographié en 1883.

En 1882, il est élu député à l'Assemblée de l'État de New York sous l'étiquette du Parti républicain pour le 21e district,,. Il prend rapidement ses marques et sélectionne rapidement ses dossiers. Il lutte contre la corruption au sein des entreprises et empêche Jay Gould, un financier new-yorkais réputé, d'obtenir une exemption d'impôt. Il met en avant la corruption d'un juge de la Cour suprême de New York mais, malgré une enquête approfondie, ne parvient pas à obtenir sa destitution. Son attitude durant l'enquête fait rapidement de lui une figure locale respectée. Ce fameux juge est remplacé à sa mort en 1885 par Alton Parker, futur candidat démocrate à l'élection présidentielle de 1904 face à Theodore Roosevelt. Roosevelt parvient à être réélu sur une ligne anti-corruption dans son district malgré la victoire de Grover Cleveland, futur président, dans son district lors de l'élection pour le gouverneur de l'État de New York. Avec l'aide des partisans de Roscoe Conkling, Conkling étant lui-même sénateur fédéral pour l'État de New York, et malgré le désarroi provoqué par l'assassinat de James Abraham Garfield quelques mois plus tôt, Roosevelt parvient à se faire élire chef de la majorité à l'Assemblée de l'État. Il s'allie avec Grover Cleveland pour faire passer une réforme de la Fonction publique. Réélu une seconde fois, il échoue à devenir le président de l'Assemblée de l'État.
À l'approche de l'élection présidentielle de 1884, Roosevelt cherche à faire connaître ses vues au Parti républicain local. Dans un premier temps, il apporte son soutien au sénateur fédéral du Vermont George F. Edmunds (en) pour la nomination. Cependant, le parti local soutient la réélection de Chester Alan Arthur, qui a succédé à James A. Garfield à la Maison-Blanche. Néanmoins, Arthur renonce à se représenter en raison de soucis de santé. Roosevelt parvient cependant à avoir une influence sur les délégués républicains de l'État de New York lors de la convention locale à Utica. Il négocie jusque tard dans la nuit et parvient à déjouer les manœuvres des partisans d'Arthur et de l'ancien secrétaire d'État de Garfield James G. Blaine. À la suite de la convention, il acquiert une réputation au niveau fédéral et devient une personnalité clé au sein de l'État,.
Il assiste à la Convention nationale du Parti républicain (en) à Chicago et tente de faire échouer la nomination de Blaine comme candidat à la présidence. Constatant son échec, il se retire un temps dans le Petit Missouri dans le territoire du Dakota. Il refuse de rejoindre les autres Mugwumps et de soutenir la candidature de Grover Cleveland, l'ancien gouverneur démocrate de l'État de New York. Constatant qu'en refusant de soutenir la candidature de Blaine, il risquait de perdre son influence au sein du Parti républicain, il annonça le 19 juillet 1884 sa décision de le soutenir. Néanmoins, il perd le soutien de la grande majorité des délégués réformateurs et décide de se retirer dans le Dakota.

### Retraite dans le Dakota (1884-1885)

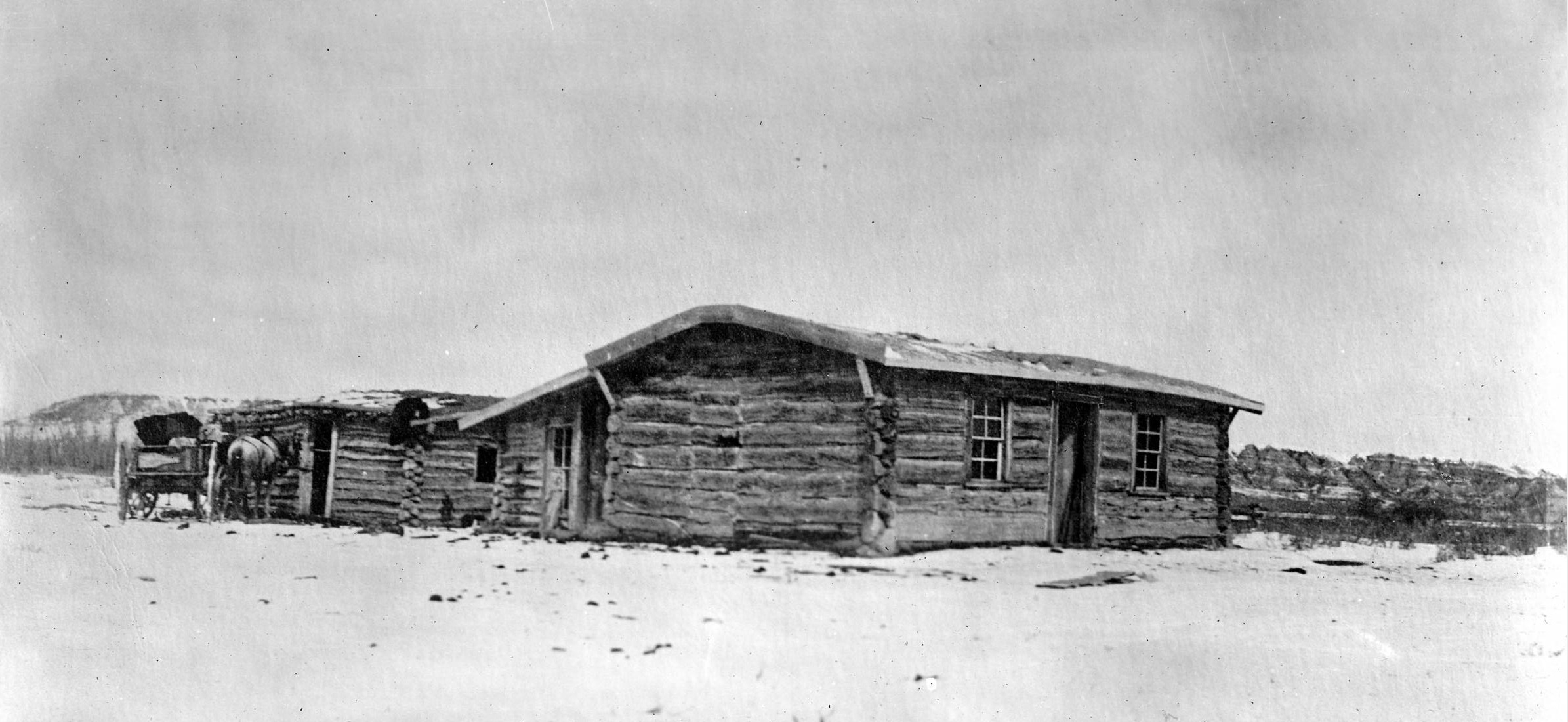
Photographie du ranch de Theodore Roosevelt, vers 1885.

Profondément atteint par la mort de sa mère et de sa première femme Alice, Theodore Roosevelt se retire dans une ferme dans le territoire du Dakota. Sa première visite dans le territoire date de 1883 pour chasser le bison,. Pendant deux ans, il vit à la manière des cow-boys du Far West,,,,. Il obtient le respect de ses pairs, qui ne sont cependant pas impressionnés,.
Il investit 14 000 dollars avec l'idée de devenir un chasseur hors pair. Il fait construire un ranch, baptisé Elkhorn Ranch, pendant la campagne de l'élection présidentielle de 1884 à laquelle il n'est pas associé. Il écrit plusieurs livres sur la vie des pionniers. En 1887, il fonde le Boone and Crockett Club dont le but est de préserver la nature et de garantir la chasse,. Il revient à New York après le rigoureux hiver de 1886. Près de 80 % des bovins meurent durant cet hiver, où des températures de près de −41 °C sont recensées, Theodore Roosevelt perdant lui-même plus de la moitié de son troupeau.
Comme beaucoup d'Américains de son époque, il entretient des sentiments très durs à l'égard des Noirs et des Amérindiens. Il déclare ainsi à leur sujet en 1886, alors que les guerres indiennes se poursuivent : « Je ne pense pas que les seuls bons Indiens sont les Indiens morts, mais c’est valable pour neuf sur dix, sans compter le dixième sur lequel je ne souhaite pas me pencher ».

### Candidature à la mairie de New York (1886)
Dès son retour à New York, certains responsables républicains locaux font appel à lui pour concourir à l'élection municipale pour élire le nouveau maire de la ville. Il accepte de se lancer dans la course, malgré de faibles chances de l'emporter face au candidat du Labor Party (en) Henry George et au candidat démocrate Abram Hewitt. Roosevelt fait campagne activement, mais il s'incline face à Hewitt qui reçoit les voix d'une partie des électeurs républicains inquiets des positions radicales d'Henry George,. Hewitt l'emporte avec 41 % des voix (90 552 voix) contre 31 % à George (68 110 voix) et 27 % à Roosevelt (60 435 voix). Craignant de disparaître du paysage politique, Theodore se lance dans l'écriture d'un nouveau livre consacré à la conquête de l'Ouest, intitulé The Winning of the West, qui aura un grand succès et permit de le renflouer financièrement.

### Membre de la commission gouvernementale chargée des fonctionnaires fédéraux (1888-1895)
Lors de l'élection présidentielle de 1888, le petit-fils de l'ancien président William Henry Harrison, Benjamin, créé la surprise en remportant la nomination républicaine face à James G. Blaine, pourtant candidat du parti quatre ans plus tôt, lors de la Convention nationale du Parti républicain (en). Roosevelt mène alors activement campagne pour Harrison, prononçant plusieurs discours dans le Midwest en faveur de sa candidature. Benjamin Harrison l'emporte sur Grover Cleveland lors de l'Election Day, malgré le fait d'avoir perdu le vote populaire.
Sur l'insistance de Henry Cabot Lodge, le président Harrison nomme Roosevelt au sein de la commission gouvernementale chargée de s'occuper des affaires concernant les fonctionnaires fédéraux. Theodore siège au sein de cette commission jusqu'en 1895,,. Alors que beaucoup de ses pairs considèrent la charge comme une pénitence, le futur président s'investit pleinement dans son rôle et milite pour renforcer les lois concernant les fonctionnaires fédéraux. Il reprend son combat contre la corruption présente au sein gouvernement fédéral. Cependant les positions de Roosevelt fragilisent parfois politiquement Benjamin Harrison,. Malgré son soutien apporté à la tentative de réélection d'Harrison durant l'élection présidentielle de 1892, Grover Cleveland le reconduit dans ses fonctions lorsqu'il revient à la Maison-Blanche.

### Chef de la police de New York (1894-1895)

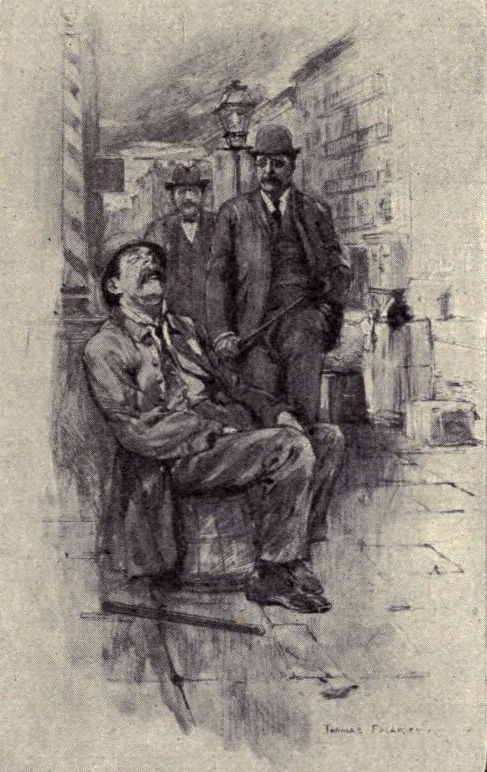
Illustration représentant Theodore Roosevelt et le journaliste Jacob Riis marchant dans New York, en 1894.

En 1894, il est approché par un groupe de réformateurs républicains pour concourir à nouveau à la mairie de New York. Theodore renonce, principalement sur l'insistance de son épouse qui ne souhaitait pas abandonner ses activités à Washington. Il se retire quelques mois dans le Dakota du Nord, tandis que son épouse se met à regretter sa décision, qu'elle jure de ne pas reproduire à l'avenir. Paradoxalement, c'est un républicain réformateur, William L. Strong, qui remporte l'élection municipale. Celui-ci lui offre le poste de chef de la police de New York, ce que Roosevelt accepte.
Roosevelt réforme alors de façon radicale la police new-yorkaise, notamment en imposant des inspections annuelles et des tests d'aptitude physique, et privilégie les aptitudes des hommes plutôt que leur appartenance politique. Il instaure la médaille du mérite et met fin aux pratiques de corruption qui étaient fréquentes jusqu'alors. Theodore effectue lui-même des rondes de nuit pour s'assurer que ses hommes exécutent leur mission correctement. Il se met à dos une bonne partie de l'élite républicaine de l'État, dont le sénateur fédéral Thomas C. Platt et une partie de l'équipe municipale. Cependant, Roosevelt n'hésite pas à attaquer de front ses opposants.

### Secrétaire adjoint à la Marine et guerre contre l'Espagne à Cuba (1895-1898)
Pour l'élection présidentielle de 1896, Roosevelt apporte son soutien au président de la Chambre des représentants Thomas Brackett Reed pour la nomination, mais c'est William McKinley qui est choisi et l'emporte lors de l'Election Day face au démocrate William Jennings Bryan. Theodore s'opposait vigoureusement aux positions politiques de Bryan, notamment sur la libre frappe de la monnaie et le bimétallisme, et considérait certains de ses partisans comme des fanatiques. Il prononce plusieurs discours en faveur de la candidature de McKinley,. Une fois encore, le soutien d'Henry Cabot Lodge permet à Roosevelt d'être nommé par un président au gouvernement. McKinley le nomme ainsi secrétaire adjoint à la Marine le 19 avril 1897. Le secrétaire à la Marine John D. Long s'intéressait davantage aux formalités qu'aux attributs de sa fonction, d'autant qu'il était en mauvaise santé. Ainsi, de nombreuses décisions seront prises directement par Theodore, ce qui n'empêche pas Long de féliciter Theodore pour son bon travail. Influencé par l'historien et stratège naval Alfred Mahan depuis qu'il a travaillé sur son livre The Naval War of 1812, Roosevelt joue un grand rôle dans le développement de l'US Navy, notamment dans la construction de cuirassés,. Rapidement, Theodore commence à imposer ses vues et se tourne vers les Caraïbes, l'océan Pacifique et même la mer Méditerranée. Il était confiant sur le fait que l'Espagne quitterait bientôt Cuba. En effet, l'île était entrée en guerre contre la domination espagnole en 1895,. Cependant, les représailles espagnoles sont très dures, au point que les prisonniers cubains sont enfermés dans des camps de concentration,. Roosevelt était aidé par le fait que l'opinion publique et le président McKinley rejetaient la politique militaire espagnole dans ce conflit. Dès 1897, McKinley cherche à obtenir de l'Espagne l'indépendance de l'île ou une plus grande autonomie pour celle-ci. Cependant, il apparaît vite que les deux parties ne parviendront pas (ou alors difficilement) à un accord. En plus de Cuba, Theodore envisage une annexion de l'archipel d'Hawaï et des îles Vierges.

Concernant une éventuelle guerre, Theodore Roosevelt expose ses vues et ses plans à l'un des stratèges de la Navy à la fin de l'année 1897 : 
« I would regard war with Spain from two viewpoints: first, the advisability on the grounds both of humanity and self-interest of interfering on behalf of the Cubans, and of taking one more step toward the complete freeing of America from European dominion; second, the benefit done our people by giving them something to think of which is not material gain, and especially the benefit done our military forces by trying both the Navy and Army in actual practice. »
« Je considérerais une guerre contre l'Espagne selon deux points de vue. Premièrement, une opportunité d'interférer d'un point de vue humanitaire et en fonction de nos intérêts personnels dans la région en faveur des Cubains, et de faire un pas de plus vers la fin de la présence européenne en Amérique. Deuxièmement, le bénéfice donné à nos concitoyens de penser à ce qui ne serait pas un gain matériel ou territorial, mais surtout de voir enfin nos forces armées terrestres et marines dans une action coordonnée. »
Le 15 février 1898, le croiseur cuirassé USS Maine explose dans le port de La Havane,, faisant 266 morts au sein de l'équipage. Le cuirassé avait été envoyé un mois plus tôt par McKinley dans la région, après que le consul à Cuba Fitzhugh Lee a alerté le président américain que des émeutes avaient court sur l'île, afin de protéger les ressortissants présents sur l'île ainsi que les intérêts économiques. Dans un premier temps, le président McKinley opte pour une solution diplomatique pour résoudre le problème avec l'Espagne, que Roosevelt et d'autres accusent d'être directement à l'origine de l'explosion. McKinley insiste pour qu'une commission d'enquête soit mise en place pour enquêter sur les circonstances de l'explosion. Celle-ci conclut que le croiseur a été coulé par une mine sous-marine,, mais l'opinion publique reste favorable à une intervention militaire.

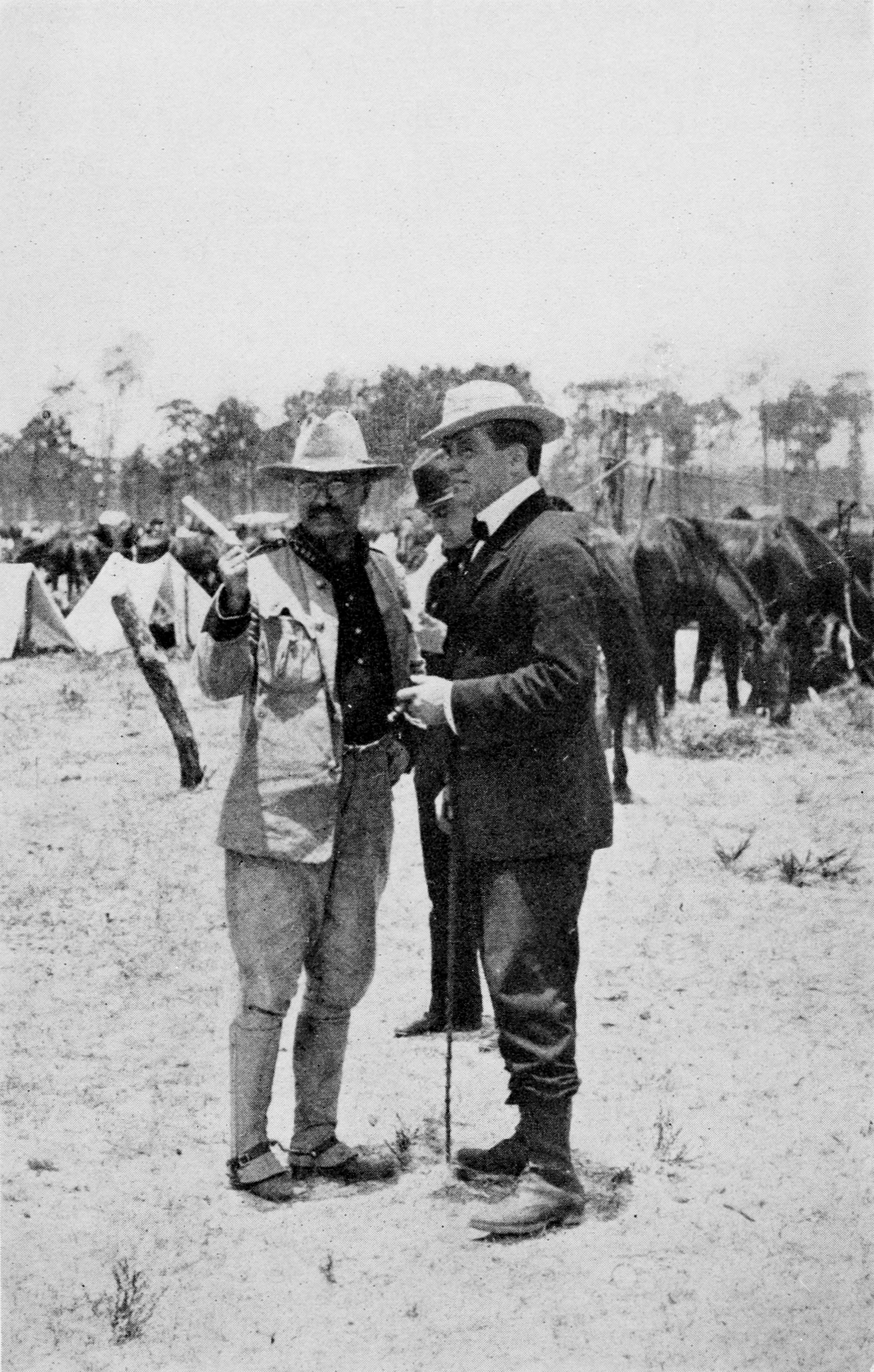
Theodore Roosevelt et le journaliste Richard Harding Davis à Cuba.

Contournant les ordres de McKinley et son supérieur hiérarchique John D. Long, Roosevelt donne des ordres aux équipages de se mettre en état de marche dans l'optique d'une guerre,,,. Néanmoins, McKinley se résout à la guerre après avoir échoué dans les négociations, et demande au Congrès de déclarer la guerre à l'Espagne. La guerre hispano-américaine commence officiellement le 25 avril, date de la déclaration de guerre, bien que la guerre ait commencé le 21 avril. McKinley signe la déclaration de guerre le 29 avril. Deux semaines plus tôt, il dressait le bilan de la situation dans l'île, et exposait des motifs identiques à ceux de Theodore Roosevelt fin 1897 pour presser le Congrès d'intervenir, : 
« L'intervention armée des États-Unis, en tant que puissance neutre pour arrêter la guerre s'appuie sur des motifs raisonnables, en accord avec les grands principes humanitaires et les nombreux précédents historiques dans lesquels les États voisins sont intervenus pour arrêter des sacrifices inutiles au cours de conflits sanglants qui se déroulaient sur leurs frontières. »
 L'amendement Teller précise que les États-Unis n'ont pas l'intention d'annexer l'île en cas de victoire,. Au début de la guerre, les forces en présence sont de 61 000 soldats pour les Américains et de 155 000 pour les Espagnols.
Theodore Roosevelt démissionne de son poste de secrétaire adjoint à la Marine le 10 mai. Malgré l'insistance de son épouse et de certains de ses amis l'implorant de rester en poste, Theodore est déterminé à participer à la guerre,. Avec le colonel Leonard Wood, il fonde les Rough Riders (« Rudes cavaliers » ou « Durs à cuir »),, un régiment de cavalerie. Dès que l'annonce de la formation du bataillon fut annoncée dans la presse, les volontaires affluèrent de tout le pays. Les Rough Riders furent l'une des nombreuses unités temporaires présentes au combat. Avant de démissionner, Roosevelt s'assure que certains régiments ne puissent pas quitter la Floride, dont celui de William Jennings Bryan.
Pendant plusieurs semaines, le bataillon s'entraîne et se forme aux techniques de la guerre à San Antonio au Texas. La troupe débarqua sur l'île à Daiquirí (en) le 23 juin, déjà fatiguée par l'entraînement intensif des semaines précédentes. Les régiments de cavalerie sont dirigées par l'ancien général confédéré Joseph Wheeler. Roosevelt est promu colonel durant le conflit, et est suivi par deux journalistes durant la totalité de sa présence à Cuba. La troupe joue un rôle mineur dans la bataille de Las Guasimas. En revanche, le bataillon joue rôle plus important, bien que mineur, dans la bataille de San Juan, Roosevelt lui-même partant à la charge avec le seul cheval disponible. Il y eut 200 morts et près de 1 000 soldats prisonniers durant ces batailles. Cependant, comme le souligne l'historien Serge Ricard, le rôle des Rough Riders dans le conflit est surestimé, tandis que la victoire de San Juan fut qualifiée d'« égal de Waterloo ». Le commandement américain s'avère particulièrement médiocre. La guerre se joue surtout dans la mer des Caraïbes, où la marine espagnole est dépassée. Par le traité de Paris, signé le 10 décembre, l'Espagne cède ses dernières colonies d'Amérique aux États-Unis ainsi que les Philippines contre le versement de 20 millions de dollars,. Le traité est ratifié par le Sénat le 6 février 1899.
Le 2 mars 1901, l'amendement Platt place Cuba sous le statut de protectorat.

### Gouverneur de l'État de New York (1899-1900)
Theodore Roosevelt quitte Cuba en août 1898 et les Rough Riders sont placés en quarantaine à Long Island, le département de la Guerre craignant que les militaires n'aient contracté la fièvre jaune. En effet, plus de 90 % des 5 000 morts durant la guerre l'ont été de fièvre jaune ou de dysenterie. Peu de temps après, le représentant fédéral de l'État de New York Lemuel E. Quigg (en) lui demande de concourir à l'élection pour le gouverneur de l'État. Malgré les rapports tendus avec le Parti républicain local, Roosevelt remporte la nomination, bien aidé par sa popularité et les déboires du gouverneur républicain Frank S. Black (en). Roosevelt promet de ne pas s'opposer de front au parti en cas de victoire. Il affronte le juge affilié au Parti démocrate Augustus Van Wyck (en) pour l'élection générale. Il mène campagne en partie sur son bilan militaire à Cuba mais ne l'emporte que d'un point.
Comme gouverneur, Roosevelt se confronte aux réalités économiques de son État et expérimente de nouvelles techniques politiques qu'il utilisera souvent durant sa présidence. Avant même d'accéder à la Maison-Blanche, il est confronté aux problèmes des trusts, des monopoles, des relations de travail et de conservation de la nature. Il innove en tenant deux conférences de presse par jour — une première à l'époque, ce qui lui permet de rester proche de sa base électorale. Rapidement, il s'émancipe de ses mentors et mène sa propre politique. Étant donné qu'il est à la tête de l'État le plus peuplé des États-Unis, Roosevelt devient rapidement un candidat potentiel à l'élection présidentielle. Certains de ses soutiens, notamment William Allen White (en), l'encouragent explicitement à se présenter à l'élection présidentielle de 1900. Roosevelt ne voit cependant aucun intérêt à se présenter contre McKinley, mais n'obtient pas le poste qu'il convoite de secrétaire à la Guerre. Roosevelt envisage néanmoins de se présenter lors de la prochaine élection, prévue en 1904, bien qu'il ne sache pas s'il se représentera pour un second mandat de gouverneur.

### Vice-président des États-Unis (1901)
En novembre 1899, le vice-président de McKinley, Garret Hobart, meurt des suites d'une insuffisance cardiaque. Ainsi, le ticket républicain est à reconstituer pour l'élection présidentielle de 1900. Une fois encore, Henry Cabot Lodge encourage Roosevelt à se lancer et à postuler pour devenir le candidat à la vice-présidence. Cependant, Roosevelt est réticent à se lancer, et fait savoir par un communiqué qu'il refuserait d'accepter une éventuelle nomination. En plus, McKinley et son directeur de campagne Mark Hanna l'informent qu'il ne sera pas l'heureux élu en raison de son action à Cuba. Paradoxalement, les républicains new-yorkais mènent une campagne de presse active en sa faveur, pardonnant à Theodore son indépendance comme gouverneur. Après de nombreuses tractations, Roosevelt remporte la nomination par acclamation unanime des délégués. La campagne entre Bryan et McKinley est acharnée, la frappe de la monnaie et la guerre hispano-américaine occupant une large part de celle-ci, mais McKinley est triomphalement réélu lors de l'Election Day,. En janvier 1901, il est initié à la franc-maçonnerie,,.
Le 4 mars 1901, Theodore Roosevelt prête serment comme vice-président des États-Unis. Sa vice-présidence est marquée par une absence d'évènements marquants, et il ne préside le Sénat que quatre jours avant que celui-ci ne soit ajourné.

### Président des États-Unis (1901-1909)

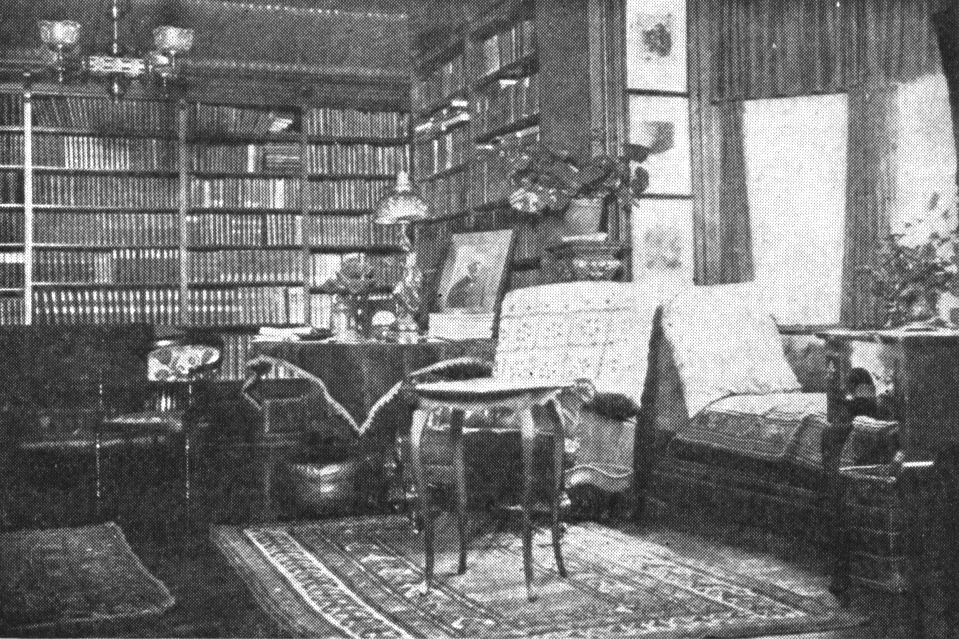
Photographie de la salle dans laquelle Theodore Roosevelt prêta serment le 14 septembre 1901.

Le 6 septembre 1901, alors que William McKinley visite l'exposition pan-américaine à Buffalo, il est atteint de deux balles à l'abdomen tirées par l'anarchiste américain d'origine polonaise Leon Czolgosz. Le président est mal soigné sur place mais semble se remettre de ses blessures. Il meurt finalement huit jours plus tard, le 14 septembre à 2 h 15 du matin. Roosevelt était quant à lui en vacances dans le Vermont, mais il ajourna ses vacances pour rendre visite au président à l'hôpital. Il se trouvait à North Creek dans les Adirondacks, montagnes situées dans l'État de New York, lorsque McKinley meurt subitement. Il fait la route jusqu'à Buffalo à cheval puis en train, mais arrive dans la capitale de l'État avec des vêtements sales et inadaptés. Il emprunte alors des vêtements civils plus formels à un ami, Ansley Wilcox (en), et prête serment comme président dans sa maison.
Son accession à la présidence fit que la fonction de vice-président resta vacante jusqu'à l'élection présidentielle de 1904,. Roosevelt rassure les partisans de McKinley et jure de respecter l'agenda politique du président défunt, reconduisant une grande partie du cabinet. Malgré tout, Roosevelt se trouve en position de force pour la prochaine élection présidentielle, aucune autre figure n'ayant émergé au sein du Parti républicain.
Il est le plus jeune président des États-Unis à entrer en fonction, à l'âge de 42 ans, 10 mois et 18 jours,,.

#### Politique intérieure

##### Politique antitrust
L'arrivée de Theodore Roosevelt à la Maison-Blanche marque un tournant dans l'Ère progressiste. Grâce à cela, l'aile progressiste du Parti républicain peut compter sur un président qui a la même vision de ce que doivent être les États-Unis. La corruption, présente au sein du gouvernement fédéral depuis la présidence de Ulysses S. Grant, était encore présente dans les allées du Congrès. Le président souhaite encadrer les trusts, mais pas détruire le modèle capitaliste américain. De ce point de vue, Roosevelt se place dans la lignée d'Alexander Hamilton, partisan d'un pouvoir fédéral fort.
En 1904, il existe 318 holdings, ententes ou autres trusts qui regroupent 5 288 entreprises et génèrent un capital de 7,25 milliards de dollars. Cet ensemble contrôle à l'époque plus de 5 000 usines. Pourtant, Roosevelt avait engagé des poursuites contre certains regroupements dès 1902 contre la Northern Securities, qui regroupe de nombreuses compagnies de chemin de fer dirigées par J. P. Morgan, Edward Henry Harriman et James J. Hill (en). Sans cette intervention, le groupe Morgan aurait eu la mainmise sur les chemins de fer du Nord-Ouest. En 1904, la Cour suprême prend une décision importante qui bouleverse le droit à la concurrence, le trust des chemins de fer étant démantelé,,. Roosevelt lance des poursuites une quarantaine de fois, tout en faisant la distinction entre les « bons » et les « mauvais » trusts notamment en fonction des avantages que pourraient en tirer les Américains. En 1906, l'Hepburn Act (en) réglemente les tarifs des chemins de fer, dont les fermiers se plaignaient depuis la fin de la guerre de Sécession,,,. À cette date, le réseau de chemin de fer s'étend sur 360 000 kilomètres. Cependant, il ne parvient pas à ce que le département du Commerce, qu'il a contribué à créer en janvier 1903, ait un droit de regard sur les tarifs.
En 1903, Theodore Roosevelt se lance dans une procédure emblématique contre les trusts de l'industrie agroalimentaire, qui seront pointés du doigt dans le roman La Jungle d'Upton Sinclair (1905), qui dénonce les conditions déplorables dans lesquels les ouvriers immigrés des abattoirs de Chicago abattent les bêtes,. En juin 1906, le Pure Food and Drug Act et le Federal Meat Inspection Act (en) sont votés par le Congrès pour renforcer le contrôle, l'hygiène et les mesures sanitaires dans les abattoirs et l'industrie agroalimentaire,,,.

##### Économie
Entre 1899 et 1908, les investissements directs à l'étranger européens sont multipliés par deux, passant de 3,5 à 6 millions de dollars.
Entre 1897 et 1914, l'inflation est en moyenne de 3,5 % par an.
Entre 1896 et 1918, le revenu par tête augmente en moyenne de 2,5 % par an.
En 1901, l'U.S. Steel est fondée et devient rapidement la première entreprise à atteindre 1 milliard de dollars de capital. La même année, les États-Unis sont la première puissance industrielle mondiale.
Pour soutenir l'activité économique, le président soutient l'étalon-or et met en œuvre une politique de crédit d'impôts.
La balance commerciale est constamment excédentaire durant sa présidence.

##### Grève des mineurs de Pennsylvanie

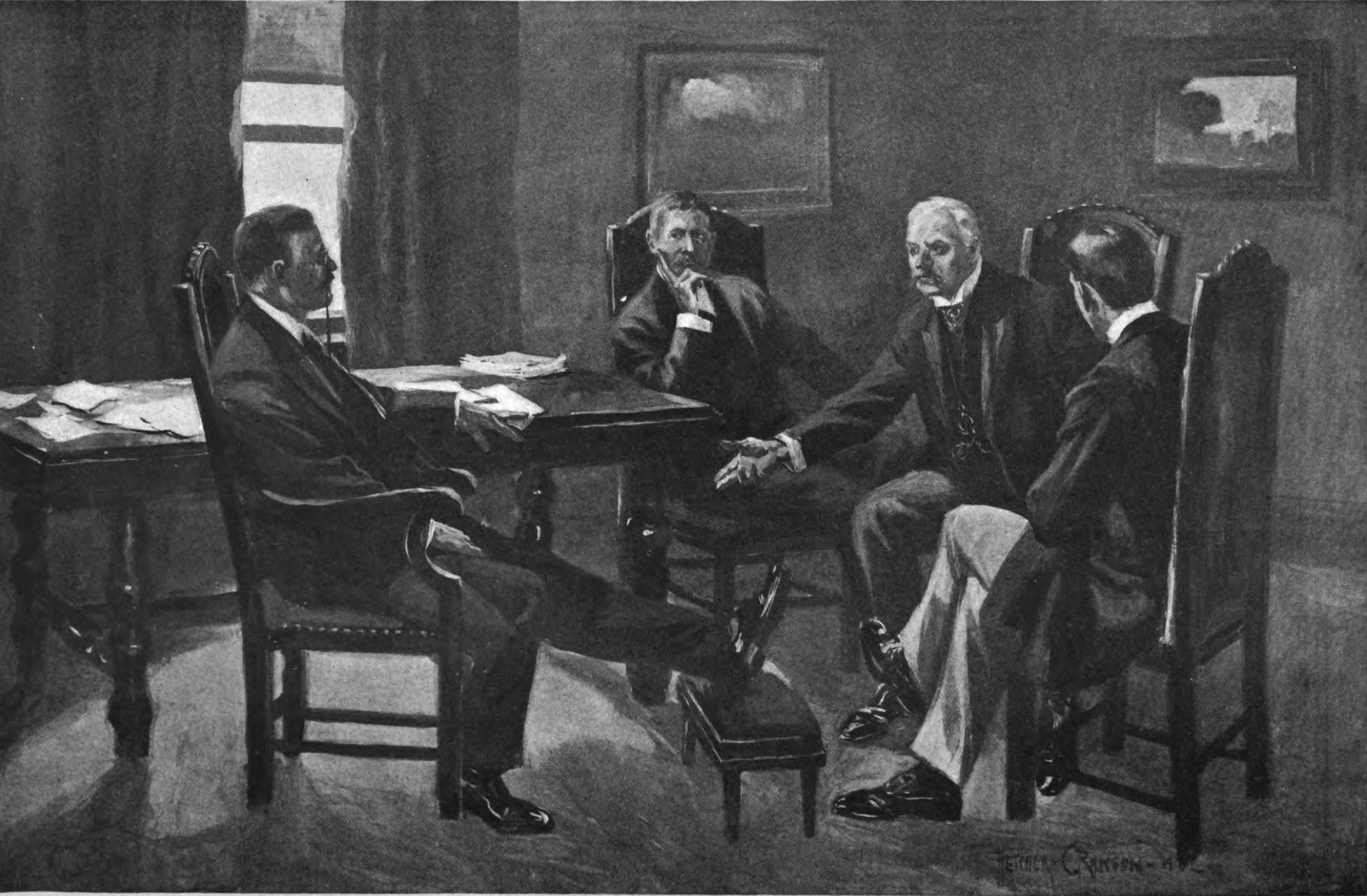
Peinture parue dans le Harper's Weekly le 25 octobre 1902 représentant Theodore Roosevelt et J. P. Morgan négociant les conditions pour mettre fin à la grève.

En mai 1902, l'United Mine Workers appelle les mineurs de Pennsylvanie à la grève générale, réclamant une augmentation de salaire de 10 % ainsi que la journée de huit heures et la reconnaissance syndicale. La grève s'enlise et Theodore Roosevelt menace de faire intervenir la Garde nationale. Vers le mois d'octobre, le président pousse J. P. Morgan, qui possède plusieurs mines, à négocier. Il est d'ailleurs le premier président à arbitrer un conflit entre ouvriers et patrons. La grève dure jusqu'en mars 1903 et l'opinion publique soutient de plus en plus les mineurs. Les mineurs obtiennent satisfaction sur la hausse de salaire, mais sans reconnaissance syndicale,. Commentant son action pour résoudre le conflit, Theodore Roosevelt déclare la chose suivante : 
« My action on labor should always be considered in connection with my action as regards capital, and both are reducible to my favorite formula—a square deal for every man. »
« Mon action concernant le travail doit toujours être considérée comme étant en connexion avec mon action à l'égard du capital, les deux étant réductibles à ma formule favorite — une donne loyale pour chaque individu. »
Il crée le département du Commerce et du Travail après la résolution du conflit, pour éviter que ce genre d'incident ne se reproduise,.

##### Immigration
Les États-Unis sont une nation qui s'est fondée en partie sur les apports de l'immigration. Or, celle-ci est peu nombreuse depuis les migrations irlandaises. Cependant, la naissance de l'impérialisme américain suscite de plus en plus de convoitises, surtout après la guerre hispano-américaine. Les premières lois restreignant l'immigration datent des années 1880, lorsque la Californie avait fait pression sur le Congrès pour faire interdire l'immigration chinoise dans l'État. L'immigration arrivant à Ellis Island est strictement contrôlée, ce qui rend difficile l'arrivée au pays depuis New York. Cela n'empêche pas la plus grande ville du pays d'accueillir près de 80 % des juifs et 75 % des italo-américains. La plupart sont des Russes ou des Polonais qui fuient les pogroms et les politiques raciales et religieuses du tsar Nicolas II ou de l'empereur allemand Guillaume II, des Italiens qui fuient la misère après la défaite contre l'Éthiopie ou encore des Grecs. Cependant, l'assassinat du président McKinley rend l'opinion publique encore plus méfiante vis-à-vis de l'immigration.
En tout, près de 9 millions d'immigrés arrivent aux États-Unis entre 1901 et 1910, dont près de 1,3 million en 1907,,. Durant le second mandat de Theodore Roosevelt, ce sont près de 5 millions d'immigrés qui arrivent aux États-Unis et jusqu'en 1910.
En 1907, le Congrès vote une loi qui interdit l'accès des Japonais aux États-Unis,. Trois ans plus tôt, le Congrès avait renouvelé la loi d'exclusion des Chinois (Chinese Exclusion Act).

##### Droits civiques et minorités
Même s'il l'avait voulu, "s'attaquer à la ségrégation raciale à l'égard, il n'aurait pas eu la majorité politique au Congrès pour faire voter les textes nécessaires. La Cour Suprême, qui en 1896 avait entériné de manière solennelle la ségrégation, n'eût d'ailleurs pas manqué de les annuler. De plus, l'opinion civile ne l'aurait pas suivi et sa présidence eût été en péril." 
Comme la plupart des élites WASP à l'époque, il considère que "l'infériorité des Noirs est fondée sur une évidence scientifique" "et il ne cessait d'affirmer que la race anglo-saxonne est la plus puissante depuis le début de l'histoire de l'humanité".
Toutefois, à plusieurs reprises il prit la défense des Noirs américains. Roosevelt s'opposa vigoureusement à des parlementaires sudistes qui contrôlaient la majorité démocrate au Congrès et qui voulaient écarter les Noirs des concours de recrutement d'agents fédéraux: "Je refuse toute discrimination à l'égard d'un homme pour sa couleur de peau, pour ses idées politiques ou pour sa religion. Je veux l'égalité et la justice pour tous." 
En décembre 1905 lors d'un voyage dans le Sud profond, en Arkansas, quand le gouverneur mentionnant le lynchage des Noirs, eut la grossièreté de lui dire que: "les seuls bons Noirs sont des Noirs morts", il réagit brutalement s'attirant les applaudissements de la foule: "Vous le gouverneur et moi, comme représentant de la loi, nous devons à notre peuple et à la cause de la civilisation de faire tout ce que nous pouvons, officiellement ou non, pour libérer les États-Unis de la menace et de l'opprobre du lynchage."
Dans un discours prononcé en hommage à Abraham Lincoln le 13 février 1905, il déclare que les Blancs américains sont « the forward race » (race primaire) et qu'ils doivent venir en aide aux autres races, jugées inférieures (« the backward race »), dans tous les domaines de la vie publique,.

Il déclara aussi à l'égard des Afro-Américains : 
« I have not been able to think out any solution to the terrible problem offered by the presence of the Negro on this continent. He is here and can neither be killed nor driven away, the only wise and honorable and Christian thing to do is to treat each black man and each white man strictly on his merits as a man, giving him no more and no less than he shows himself worthy to have. »
« Je n'ai pas été capable de trouver une solution au terrible problème offert par la présence du Nègre sur ce continent. Il est là et ne peut être ni tué ni chassé, la seule chose sage, honorable et chrétienne à faire est de traiter chaque homme noir et chaque homme blanc strictement selon ses mérites en tant qu'homme, en ne lui donnant ni plus ni moins que ce qu'il se montre lui-même digne d'avoir. »
Dès son accession à la présidence, il invite pour la première fois dans l'histoire américaine un Noir américain à la Maison-Blanche Booker T. Washington, un des militants pour les droits civiques les plus influents du début du siècle. Au cours du dîner, les deux hommes parlent de politique, des droits civiques et du racisme. Deux jours plus tard, le dîner fit la une de tous les journaux, suscitant un fort mécontentement, notamment dans le Sud. Plusieurs autres invitations à Washington sont annulées,, et Roosevelt n'invita plus jamais le moindre Afro-Américain à la Maison-Blanche.
Il a aussi nommé le premier juif au cabinet, en l'occurrence Oscar Straus comme secrétaire au Commerce en 1906.

##### Conservation de la nature

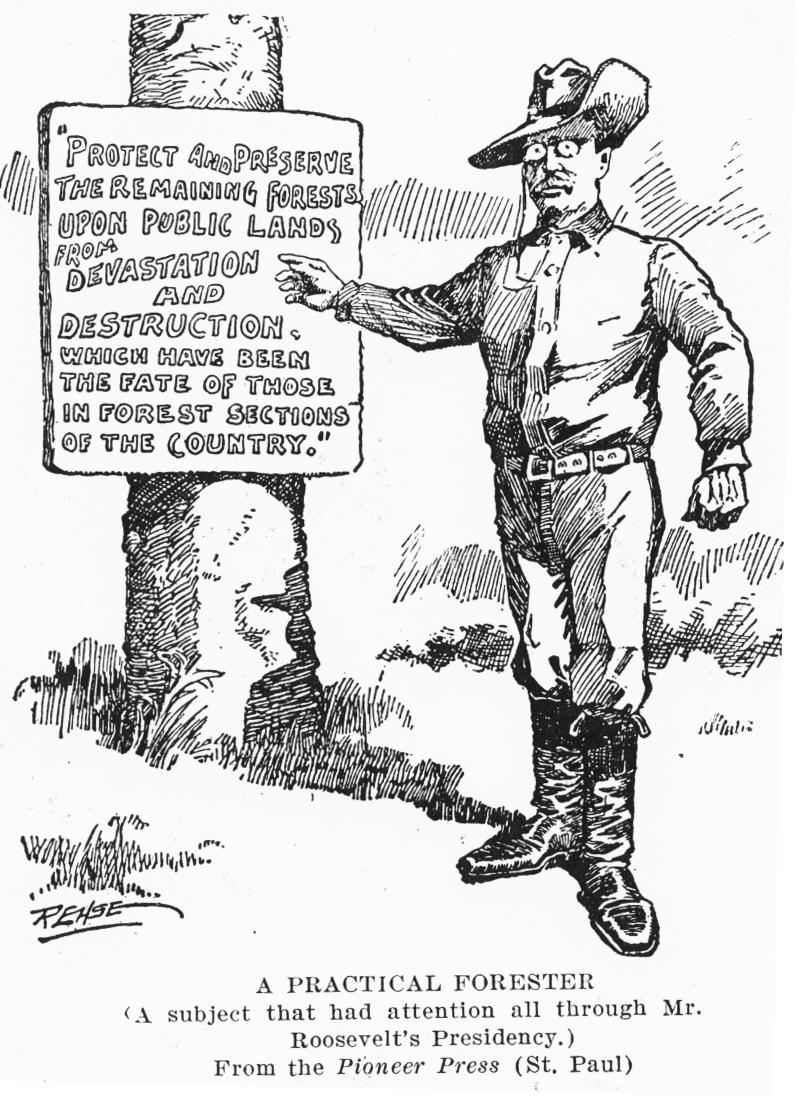
Caricature de 1908 représentant Theodore Roosevelt comme un practical forester.

Les premiers parcs nationaux datent de 1872 pour le parc de Yellowstone (à cheval sur le Wyoming, le Montana et l'Idaho) et de 1890 pour le parc de Yosemite (Californie). Depuis son premier séjour dans le Dakota du Nord en 1883, Theodore Roosevelt se fait un défenseur de la conservation de la nature, et c'est tout naturellement qu'il met à son agenda un programme de conservation. Il ne voyait pas son action en faveur de la conservation d'un point de vue uniquement environnemental, mais également comme une manière de protéger équitablement tous les Américains et pas seulement les plus aisés. Il mène ainsi une politique active en faveur de la conservation de la nature, créé plusieurs parcs nationaux supplémentaires (parc de Crater Lake dans l'Oregon en 1902, parc de Wind Cave dans le Dakota du Sud, parc de Mesa Verde dans le Colorado et parc du Grand Canyon en Arizona en 1906) et fait voter une loi importante, le Newlands Reclamation Act (en), qui met en place une pratique d'irrigation et d'arrosage régulier des forêts et qui donne au gouvernement fédéral le dernier mot en matière d'irrigation de manière générale et sur la construction de barrages,,. Il fait de Gifford Pinchot le chef du service des forêts, qui préside les programmes de conservation des forêts nationales. Il favorise la création de 150 forêts nationales. En 1906, il fait voter l'Antiquities Act (en) qui permet au gouvernement fédéral d'établir des monuments nationaux au sein des réserves fédérales. Deux ans plus tard, il réunit tous les gouverneurs à une conférence à la Maison-Blanche pour lancer des programmes de conservation au niveau des États. Au cours de la conférence, il déclare la chose suivante : 
« … le moment est venu d’examiner sérieusement ce qui se passera lorsque nos forêts disparaîtront, lorsque le charbon, le fer, le pétrole et le gaz seront épuisés, lorsque les sols s’appauvriront encore davantage et se déverseront dans les cours d’eau, polluant les rivières, dénudant les champs et perturbant la navigation. »
 C'est la première fois que tous les gouverneurs sont réunis à une même réunion à Washington. Il met également sur pied une commission d'enquête chargée de faire un inventaire sur l'état des ressources naturelles du pays. Elle rend ses conclusions après son départ de la Maison-Blanche.
Il fait du Grand Canyon un monument national en 1908, comme 17 autres sites,,,,. Il crée également 51 réserves ornithologiques,. Ainsi, 230 millions d'hectares sont consacrés à la conservation de la nature durant sa présidence.

Aujourd'hui encore, Theodore Roosevelt est considéré comme le président le plus « écolo » de l'histoire des États-Unis,. Dans l'émission La Marche de l'histoire sur France Inter, l'historienne spécialiste de l'environnement Valérie Chansigaud déclare que : 
« Theodore Roosevelt est le premier président et peut-être le seul à avoir eu une conscience écologiste. »

##### Extension de l'Union
Le 16 novembre 1907, l'Oklahoma est admis comme le 46e État de l'Union.

#### Situation politique
Jusqu'à l'élection présidentielle de 1904, Theodore Roosevelt doit composer avec l'aile conservatrice du parti. Ce n'est que lors de son second mandat qu'il parvient à imposer ses vues au Congrès. Roosevelt ne devait son accession à la présidence qu'à la volonté des républicains newyorkais de se débarrasser de lui,,.

##### Élection présidentielle de 1904

Collège électoral de l'élection présidentielle de 1904.

Le contrôle du Parti républicain était dans les mains des républicains newyorkais et du sénateur fédéral de l'Ohio Mark Hanna, par ailleurs ancien directeur de campagne et proche de l'ancien président William McKinley. Malgré le fait qu'Hanna ait accepté de travailler avec Roosevelt durant son premier mandat, il hésitait à se présenter contre lui à l'élection présidentielle de 1904. Bien aidé par le binôme de Mark Hanna, le sénateur Joseph B. Foraker, le puissant magnat de l'Ohio est contraint d'appeler les républicains locaux de soutenir Roosevelt pour être le candidat à la présidence,. Ne voulant pas rompre avec Roosevelt pour ne pas perdre la main sur le parti, Hanna annonce publiquement son soutien au président sortant. La mort de Hanna et du sénateur fédéral pour la Pennsylvanie Matthew Quay (en) font que Roosevelt rencontra peu d'opposition à la Convention nationale du parti (en). Pour préserver les partisans du défunt Mark Hanna, Roosevelt propose l'ancien secrétaire à l'Intérieur de McKinley, Cornelius Newton Bliss, pour prendre la tête du parti, mais celui-ci décline la proposition. Il se tourne alors vers l'un de ses proches, le newyorkais George B. Cortelyou, mais ce choix est rejeté. Comme candidat à la vice-présidence, il est contraint d'accepter le candidat des conservateurs, le sénateur fédéral de l'Indiana Charles W. Fairbanks. Son premier choix avait été rejeté par les délégués.
Le Parti démocrate choisit comme candidat à la présidence le juge en chef à la Cour d'appel de New York, Alton Parker, dont les convictions politiques sont floues mais qui comme Roosevelt avait pour point commun de lutter contre la corruption. Cela n'empêche pas les démocrates d'accuser les républicains, le président sortant en tête, d'avoir reçu des pots-de-vin durant la campagne. Les accusions des démocrates ne sont guère étayées, et le parti souffre du conservatisme de Parker, alors que ceux qui ont promu sa candidature pensaient unir les partisans de William Jennings Bryan et de l'ancien président Cleveland. Or, il apparut que certains démocrates appuyèrent la candidature de Theodore Roosevelt. De son côté, le président refuse une contribution de 100 000 dollars de la Standard Oil (soit l'équivalent de 2,9 millions de dollars en 2020).
Durant la campagne, Theodore Roosevelt propose de mettre en place un « Square Deal » afin de mieux rétribuer les Américains. L'objectif est de limiter les objectifs de rentabilité, de favoriser les investissements et les augmentations de salaires. Lors de l'Election Day, Theodore Roosevelt remporte l'élection avec 56,4 % du vote populaire et 336 membres du collège électoral. Sa performance reste inégalée jusqu'à l'élection présidentielle de 1920.
Peu avant d'entrer en fonction pour son deuxième mandat, il annonce qu'il ne se représentera pas pour un troisième mandat lors de l'élection présidentielle de 1908.

##### Élection présidentielle de 1908

Collège électoral de l'élection présidentielle de 1908.

Theodore Roosevelt appréciait les différents attraits de la fonction présidentielle, d'autant qu'il était encore jeune. Cependant, il considère que limiter le nombre de mandats présidentiels est nécessaire pour éviter une éventuelle dictature. Il pousse le secrétaire d'État Elihu Root à candidater pour la nomination du Parti républicain, mais l'état de santé de Root ne permet pas que la chose se concrétise. Le gouverneur de l'État de New York Charles Evans Hughes apparaît à son tour comme une figure crédible à la nomination, d'autant qu'il faisait également partie de l'aile progressiste du parti, mais Roosevelt le considérait comme trop indépendant. Au lieu de soutenir Hugues, Roosevelt se tourne vers William Howard Taft, alors secrétaire à la Guerre et membre de tous les cabinets républicains depuis Benjamin Harrison. Les deux hommes se sont liés d'amitié en 1890 lorsque Roosevelt était membre de la commission chargée des fonctionnaires fédéraux et Taft avocat général de l'administration Harrison. Quand Roosevelt accède à la présidence, Taft soutient son action sans jamais émettre de critiques.
Dans un premier temps, Taft est hésitant à se lancer, mais la mainmise de Roosevelt sur l'appareil du parti favorise l'ascension de son poulain. Les fonctionnaires du département de la Guerre sont contraints de soutenir la candidature de Taft ou de garder le silence, sous peine de perdre leur emploi. D'ailleurs, Roosevelt n'avait pas hésité à faire capoter la campagne de Hughes, qui devait prononcer un important discours de politique étrangère, en envoyant un message au Congrès invitant les parlementaires à se saisir du sujet de la corruption au sein des entreprises. Grâce à cela, le discours de Hughes passa au second plan. Dans le même temps, Roosevelt réitère son intention de se retirer à l'issue de son deuxième mandat, malgré les sollicitations d'Henry Cabot Lodge,. Craignant un temps de connaître une nomination à l'arraché, Taft est confortablement désigné candidat à la présidence lors de la Convention nationale du parti (en) à Chicago. Son positionnement plus conservateur lui amène la partie la plus conservatrice de l'électorat républicain, désireuse d'un changement d'orientation politique. Taft s'impose devant Hughes, le sénateur fédéral de l'Ohio Joseph B. Foraker et le sénateur fédéral de la Pennsylvanie et ancien procureur général Philander C. Knox.
Pour l'élection générale, Taft affronte William Jennings Bryan, candidat démocrate désigné pour la troisième fois. La campagne est dominée par la question des tarifs douaniers et par la panique bancaire de 1907. Malgré une bonne campagne, Bryan ne parvient pas à prendre le dessus sur Taft, notamment par l'absence de cohérence dans sa plateforme électorale. Lors de l'Election Day, Taft l'emporte largement sur Bryan avec 51,6 % du vote populaire et 321 membres du collège électoral. Roosevelt accueille le résultat comme étant la suite logique de sa propre action comme président.
En quittant la Maison-Blanche, Roosevelt est unanimement considéré comme le plus grand président et le plus puissant depuis Abraham Lincoln.

#### Politique étrangère
Lorsque Theodore Roosevelt accède à la présidence, l'impérialisme américain connaît ses premières manifestations. Depuis que le président James Monroe a établi la doctrine qui porte son nom, les États-Unis se sont principalement consacrés à l'Amérique latine et à l'Amérique centrale. Durant cette période, les présidents successifs et le Congrès lorgnent sur Cuba ou Hawaï mais ne s'agrandissent qu'en procédant à l'achat de l'Alaska ou des îles Midway. La guerre hispano-américaine ne fut guère difficile sur le plan politique, l'opinion publique adhérant largement à celle-ci. Mais désormais, il n'est plus possible pour les États-Unis de se cacher, d'autant qu'au sein du Parti républicain, un nationalisme exacerbé s'exprime depuis une vingtaine d'années. Les premiers signes de l'impérialisme américain remontent aux années 1840, notamment au moment de l'annexion du Texas. Le concept de « destinée manifeste » apparaît d'ailleurs en 1845. Ce mouvement s'amplifie dans les années 1850 mais s'interrompt avec la guerre de Sécession. En décembre 1898, Rudyard Kipling écrit son celèbre poème Le Fardeau de l'homme blanc dans lequel il enjoint les États-Unis à reprendre le flambeau de la Grande-Bretagne et de civiliser les peuples de couleur.

##### Amérique latine
Depuis la doctrine Monroe, les États-Unis considèrent l'Amérique latine comme leur « chasse gardée » ou leur « arrière-cour ». Or, avec l'avènement de l'impérialisme américain, la victoire sur l'Espagne lors de la guerre hispano-américaine et les velléités nationalistes du président Roosevelt, l'interventionnisme américain dans la région ne pouvait que se renforcer.

###### Cuba
En juin 1901, le gouvernement américain oblige Cuba à ajouter à sa constitution le contenu de l'amendement Platt qui avait fait de l'île un protectorat,,,. Cette décision était pourtant contraire à un autre amendement, l'amendement Teller, qui avait été voté en avril 1898. En outre, l'amendement Platt a plusieurs conséquences :
- Le gouvernement fédéral se donne le droit d'intervenir dans les affaires intérieures de l'île pour assurer la stabilité politique
- Le gouvernement cubain s'engage à vendre ou à louer des terres pour établir des bases militaires
- Le gouvernement cubain s'engage à ce qu'aucune puissance étrangère ne s'installe sur l'île

Les troupes américaines quittent l'île dès 1902 année de l'indépendance formelle de l'île,, mais reviennent quatre ans plus tard.
Theodore Roosevelt parvient à convaincre le Congrès d'adopter un accord avec Cuba en décembre 1902, et de mettre en œuvre des relations commerciales équilibrées avec un tarif douanier favorable,. C'est, là encore, une conséquence de l'amendement Platt, qui a pour but de favoriser l'expansion économique des États-Unis en Amérique latine. Le traité américano-cubain, signé en deux temps en février et en juin 1903, va également dans ce sens. Entre 1902 et 1914, les exportations américaines à Cuba augmentent entre de 30 %, tandis que toute la production cubaine de sucre est écoulée sur le marché américain.

En 1906, le président cubain Tomás Estrada Palma est attaqué par ses opposants, qui l'accusent de fraude électorale. Les deux parties font appel aux États-Unis pour intervenir, mais le président Roosevelt est dans un premier temps hésitant à intervenir. Il souhaite même que l'île soit « rayée de la carte » : 
« Je suis tellement fâché contre cette infernale petite république de Cuba que j’aimerais qu’elle soit rayée de la carte. Tout ce que nous voulons d’eux c’est qu’ils se comportent bien, qu’ils soient prospères et heureux, de façon à ce que nous n’ayons pas besoin d’intervenir. Et maintenant, voilà qu’ils ont commencé une révolution complètement injustifiable et inutile et les choses vont devenir tellement compliquées que nous serons obligés d’intervenir – ce qui convaincra immédiatement tous les idiots soupçonneux en Amérique du Sud qu’après tout c’est ce que nous voulions. »
 La démission d'Estrada Palma rend néanmoins nécessaire une intervention militaire, conformément aux directives de l'amendement Platt et du Traité américano-cubain,. Le secrétaire à la Guerre William Howard Taft devient gouverneur provisoire de l'île, tandis que la paix est restaurée dans l'île. Les troupes américaines se retirent peu avant la fin du second mandat de Roosevelt,. Elles interviennent à trois reprises entre 1906 et 1917. L'amendement Platt reste inscrit dans la constitution cubaine jusqu'au début des années 1930,.

###### Venezuela
En décembre 1902, la Kaiserliche Marine et la Royal Navy se lancent dans un blocus maritime du Venezuela. L'origine de ces manœuvres est la dette que le pays d'Amérique latine envers ses créanciers européens, notamment l'Empire allemand, le royaume d'Italie et le Royaume-Uni de Grande-Bretagne et d'Irlande. Les deux parties s'assurent dans un premier temps que les États-Unis ne chercheront pas à envahir et annexer le pays, et le président Roosevelt sympathisa avec les Européens. Cependant, il craignait que l'Allemagne demande au Venezuela de lui céder des territoires en contrepartie. Avec son secrétaire d'État John Hay, il craignait même une occupation militaire, temporaire ou non, qui conduirait à une présence directe d'une puissance européenne en Amérique latine, alors même que le royaume d'Espagne avait perdu ses dernières colonies quatre ans plus tôt avec le traité de Paris. En conséquence, Roosevelt met très tôt l'United States Navy en alerte, la plaçant sous les ordres de l'amiral George Dewey. Le président menace de détruire la flotte allemande si l'Empire allemand n'acceptait pas de négocier, et Guillaume II finit par accepter de négocier. Grâce à la médiation américaine, un compromis est trouvé en février 1903 avec le Royaume-Uni et l'Empire allemand.
Theodore Roosevelt ne pouvait pas accepter les ambitions territoriales des Européens en Amérique latine, mais il considérait également que les pays d'Amérique latine devaient honorer leurs dettes envers les Européens. C'est après cet évènement qu'il prend conscience qu'il faut mettre à jour la doctrine Monroe, ce qui aboutira au corollaire Roosevelt.

###### Corollaire Roosevelt

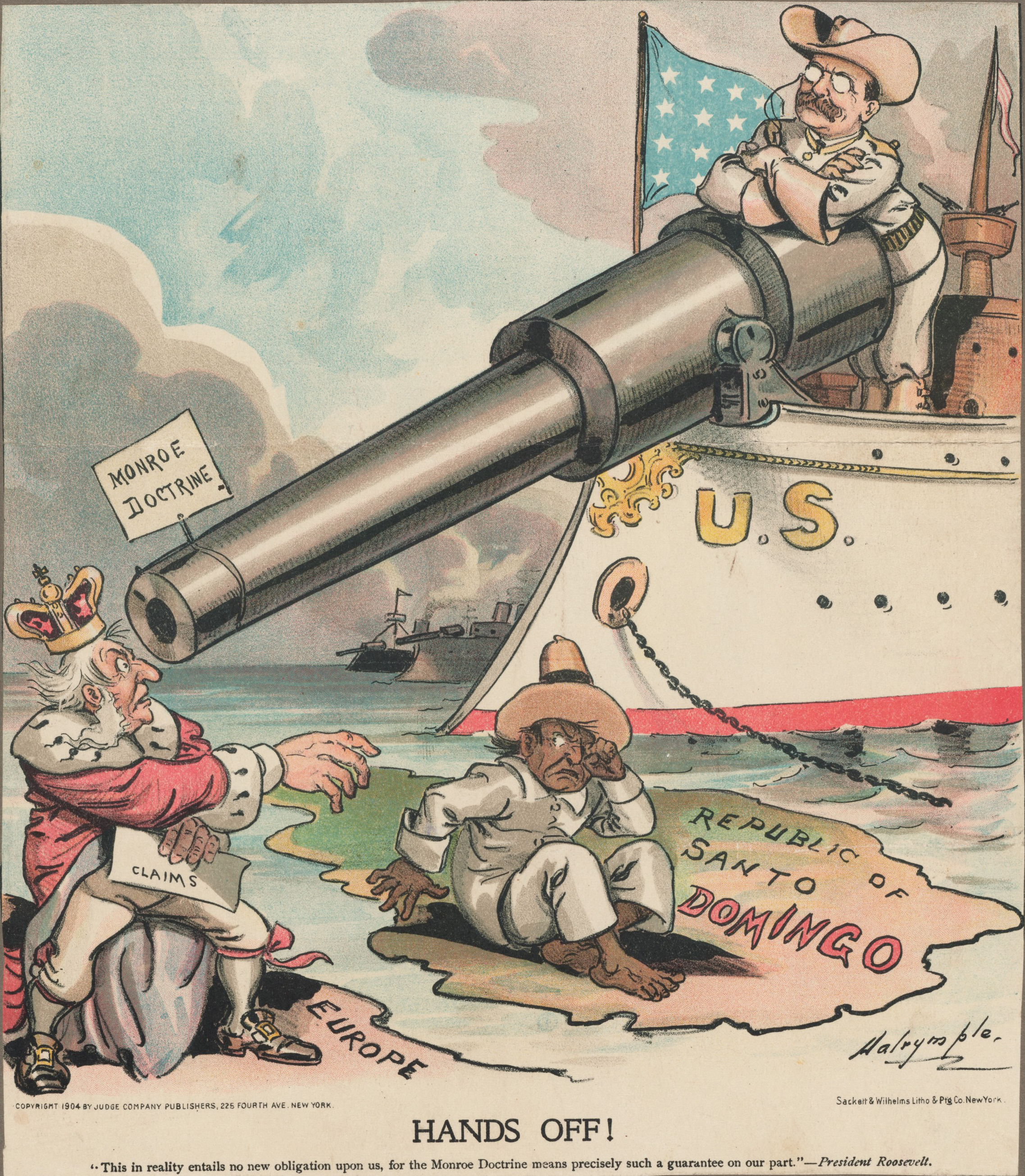
Caricature publiée en 1906, représentant Theodore Roosevelt utilisant la doctrine Monroe et son corollaire pour empêcher les Européens d'intervenir en République dominicaine.

Le 6 décembre 1904, à l'occasion d'un message transmis au Congrès, Theodore Roosevelt fait connaître ses intentions en politique étrangère. Non seulement il devient le premier président américain à assumer le statut de puissance, mais surtout il affirme que la place des États-Unis sera prépondérante à l'avenir. Il écrit notamment que : 
« L’incapacité permanente et le comportement erratique, et constant, d’un gouvernement, dont la conséquence serait la dissolution généralisée des liens que forme toute société civilisée, requiert, en Amérique comme partout, l’intervention d’une nation qui possède ce caractère civilisé ; le fait que dans le cadre de l’hémisphère occidental, les États-Unis se sentent responsables en vertu de l’adhésion à la doctrine Monroe, peut les obliger, même contre leur gré, dans des cas d’incapacité ou de mauvais comportements flagrants, à exercer le rôle de gendarme. »
 En clair, Roosevelt signifie que les États-Unis pourraient intervenir dans les affaires économiques des pays d'Amérique latine, des Caraïbes ou d'Amérique centrale si ceux-ci se trouvent en situation de défaut de paiement vis-à-vis de leurs créanciers européens, et cela pour éviter que les Européens n'interviennent en Amérique latine, conformément à la doctrine Monroe,,. Il n'en reste pas moins que cet avertissement s'adressait surtout à l'Empire allemand, qui choisira de ne plus intervenir directement dans la région après la crise vénézuélienne de 1902-1903.

###### République dominicaine

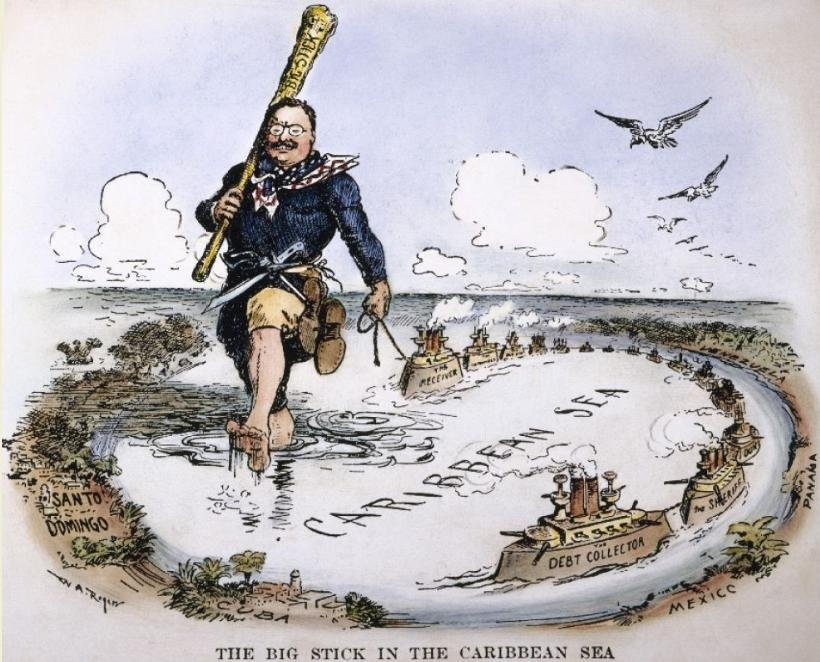
Caricature publiée en 1904 montrant Roosevelt armé de son gros bâton en train de patrouiller et de tirer la flotte américaine dans la mer des Caraïbes.

La République dominicaine devient le premier théâtre d'intervention des États-Unis après l'établissement du corollaire Roosevelt. Le pays se trouve alors fortement endetté vis-à-vis de créanciers européens, notamment l'Empire allemand et le Royaume-Uni. Craignant une intervention armée de leur part, Theodore Roosevelt parvient à un accord avec le président dominicain Carlos Morales Languasco (es) pour prendre temporairement le contrôle de l'économie du pays, ce qui avait déjà été fait de façon permanente pour Porto Rico en 1898. Ce qui n'empêche pas le président Roosevelt de déclarer : 
« C'est avec la plus grande répugnance que je me suis vu obligé de faire le premier pas pour intervenir sur cette île. »
 Les États-Unis deviennent maîtres des services douaniers, et envoient des économistes dont Jacob Hollander (en) pour tenter de redresser l'économie du pays et de permettre le remboursement des créances. L'intervention est un succès, mais elle sert aussi de modèle à William Howard Taft pour mettre en œuvre sa « diplomatie du dollar »,. Les États-Unis gardent le contrôle des tarifs douaniers dominicains jusqu'en 1941.

###### Canal de Panama
Roosevelt soutenait l'idée de construire un canal à travers l'Amérique centrale qui permettrait de relier l'océan Pacifique et l'océan Atlantique. Ce projet devient même le plus important de sa présidence. En 1901, il faut deux fois plus de temps pour effectuer la traversée entre New York et San Francisco qu'entre San Francisco et Yokohama. Dans leur grande majorité, les membres du Congrès étaient favorables à ce que le projet de canal soit implanté au Nicaragua, d'autant que le gouvernement nicaraguayen était prêt à négocier un accord pour mener à bien le projet. Néanmoins, le président était plus intéressé par l'Isthme de Panama, qui appartenait à la Colombie. À l'époque, le Panama n'était qu'un département de la Colombie, qui luttait contre les indépendantistes panaméens durant la guerre des Mille Jours, qui était de facto une guerre civile. De plus, un précédent projet mené par la France et la Compagnie universelle du canal interocéanique de Panama avait échoué, le projet se terminant même par un scandale financier. Une commission nommée par le président McKinley avait rendu ses conclusions en privilégiant l'option du Nicaragua, tout en soulignant que l'option du Panama permettrait de terminer le chantier plus tôt et à moindre coût. Roosevelt et ses conseillers restaient partisans de l'option panaméenne, notamment pour des raisons stratégiques, craignant qu'une puissance européenne comme l'Empire allemand n'en vienne à contester l'hégémonie américaine en Amérique latine. En outre, l'absence de canal rendrait plus difficile une intervention américaine dans la région. Après d'âpres discussions, le Congrès finit par débloquer 170 millions de dollars pour mener à bien le projet du canal du Panama. L'administration Roosevelt s'empressa alors de négocier avec le gouvernement colombien pour pouvoir commencer les travaux.
Un accord est signé en janvier 1903, le traité Herrán-Hay, octroyant sous forme de bail aux États-Unis la possession de la bande de terre sur l'Isthme de Panama. Cependant, le Sénat de Colombie refusa de ratifier le traité, ajoutant un certain nombre d'amendements contraignants réclamant plus de contrôle sur le futur canal et une somme d'argent plus importante pour céder l'Isthme. En conséquence, les chefs rebelles panaméens, désireux de rompre avec la Colombie, appelèrent à une intervention armée des États-Unis. Roosevelt lui-même considérait le président colombien, José Manuel Marroquín, comme un autocrate irresponsable et corrompu et pensait que les Colombiens avaient agi par mauvaise foi en négociant puis en rejetant le traité. Après qu'une nouvelle insurrection se soit déclenchée, Roosevelt envoya la flotte en soutien des rebelles pour empêcher le gouvernement colombien de débarquer des troupes. En conséquence, les autorités locales furent incapables de rétablir l'ordre. Peu de temps après, le Panama déclara son indépendance vis-à-vis de la Colombie. L'administration Roosevelt prit très tôt contact avec ses représentants et entama de nouvelles négociations pour mener à bien le projet du canal. Selon le biographe de Roosevelt Edmund Morris, la plupart des nations sud-américaines accueillirent le projet comme une perspective de développement économique, en dépit des critiques adressées par les anti-impérialistes envers le président américain pour son soutien aux séparatistes panaméens.
Les représentants du Panama chargèrent le diplomate français Philippe Bunau-Varilla de négocier avec le secrétaire d'État John Hay le contenu de l'accord. Le 18 novembre 1903, le traité Hay-Bunau-Varilla est signé, établissant la Zone du canal de Panama sur laquelle les États-Unis exerceront à présent la souveraineté sur le territoire et officialisant le lancement du projet de construction du canal. La zone et ses environs furent vendues aux États-Unis pour la somme de 10 millions de dollars, moyennant un versement annuel de 250 000 dollars. Le traité fut ratifié par le Sénat en février 1904 par 66 voix contre 14. La commission chargée de superviser les travaux et d'administrer la région fut confiée au nouveau secrétaire à la Guerre, William Howard Taft. George Whitefield Davis (en) fut le premier gouverneur de la zone du canal de Panama et Roosevelt nomma John Findley Wallace en tant qu'ingénieur en chef du chantier. Après la démission de Wallace en 1905, Roosevelt le remplace par John Frank Stevens. Stevens fit alors construire un chemin de fer dans l'Isthme et commença à bâtir un canal dont le fonctionnement reposait sur un système d'écluses. En 1907, George Washington Goethals succéda à Stevens et dirigea les opérations de chantier jusqu'à la fin. Roosevelt se rendit personnellement au Panama en novembre 1906 pour suivre l'évolution des travaux, devenant ainsi le premier président américain en exercice à voyager en dehors des États-Unis.

##### Asie

###### Philippines
En 1905, il considère que les Philippines sont devenus « le talon d'Achille » des États-Unis. Deux ans plus tard, il évoque la possibilité de donner l'indépendance à l'ancienne colonie espagnole, selon l'état de stabilité politique. Cependant, il redoutait une intervention de l'Empire allemand ou de l'empire du Japon en cas de départ.
La guerre américano-philippine se termine durant sa présidence, avec la capture des deux principaux chefs de la rébellion philippine, Emilio Aguinaldo le 23 mars 1901 et Miguel Malvar (es) le 16 avril 1902.

###### Guerre russo-japonaise
Lors de la révolte des Boxers en Chine en 1900, l'Empire russe occupe une grande partie de la Mandchourie. Une fois la révolte écrasée, les États-Unis, le Japon et le Royaume-Uni demandent au tsar Nicolas II qu'il retire ses troupes. Dans un premier temps, les Russes semblent prêts à se retirer jusqu'en 1902, date à laquelle ils renforcent leur présence au détriment des autres puissances présentes dans la région. Dans un premier temps, le président Roosevelt ne souhaitait pas intervenir dans une région reculée des États-Unis, mais il s'avère que le Japon se mit en ordre pour attaquer l'Empire russe. Dès le début de la guerre, il afficha sa sympathie envers le Japon et déclara qu'il était prêt à jouer les médiateurs pour mettre un terme au conflit. Il voulait surtout préserver la doctrine de la porte ouverte et empêcher une autre puissance de prendre pied dans la région ainsi que toute hégémonie en Asie de l'Est. La victoire japonaise lors du siège de Port-Arthur en janvier 1905 marque une étape décisive, ce qui permit au président Roosevelt d'appeler les deux parties à négocier à partir du mois d'août. La conférence, qui se tient à Portsmouth dans le New Hampshire, s'achève par la signature du traité de Portsmouth le 5 septembre 1905. L'Empire russe doit retirer ses troupes de Mandchourie, tandis que l'empire du Japon s'assure du contrôle de la Corée et de la partie sud de Sakhaline.
Pour son action pour mettre fin à ce conflit, Theodore Roosevelt reçoit le prix Nobel de la paix l'année suivante.

### Après la présidence (1909-1911)
Il multiplie les conférences après son départ de la Maison-Blanche, ce qui lui permet de renflouer une partie de sa fortune.

#### Voyages en Afrique et en Europe (1909-1910)

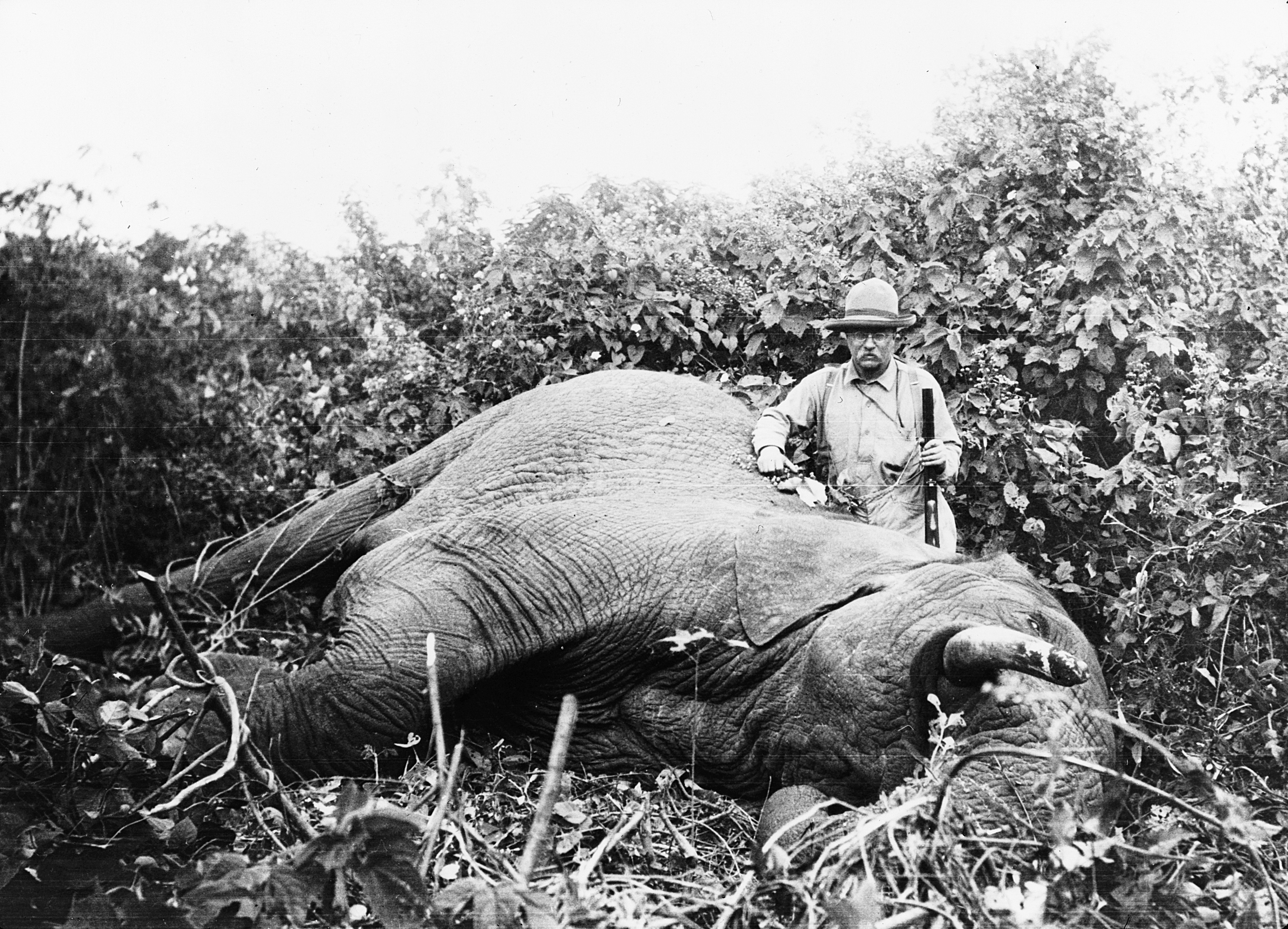
Theodore Roosevelt photographié devant un éléphant, qu'il a probablement abattu lors du safari en Afrique, vers 1910.

Peu de temps après son départ du pouvoir, il quitte New York pour participer à un safari et une expédition scientifique en Afrique centrale et en Afrique de l'Est, dont les préparatifs ont commencé avant même la fin de sa présidence,. Cette expédition est soutenue par le musée national d'histoire naturelle des États-Unis de Washington. Plusieurs naturalistes accompagnent l'expédition tandis que son fils Kermit est le photographe officiel,,. L'expédition s'achève en avril 1910. Environ 11 400 bêtes sont tuées durant l'expédition. Lui-même revient avec plus de 3 000 trophées de bêtes abattues.
Après l'expédition, Theodore Roosevelt se rend en Égypte. Il apporte son soutien à la présence britannique sur place, jugeant que l'Égypte n'est pas prête à être indépendante. Il refuse de rencontrer Pie X à Rome à la suite d'une dispute avec un groupe méthodiste très influent dans la capitale italienne. En revanche, il rencontre l'empereur d'Autriche François-Joseph, l'empereur allemand Guillaume II, le roi George V et de nombreux autres chefs d'État européens. À Oslo, il prononce un discours dans lequel il appelle de ses vœux à la constitution d'une Cour pénale internationale, chargée d'arbitrer les contentieux territoriaux et militaires, ainsi qu'une ligue mondiale chargée de préserver la paix. Il rencontre au cours de son séjour en Europe Gifford Pinchot, le chef du service des forêts qui lui fit part de son mécontentement vis-à-vis de la politique menée par William Howard Taft. Pinchot avait d'ailleurs été écarté après s'être disputé avec le secrétaire à l'Intérieur Richard A. Ballinger sur la stratégie à suivre sur les parcs nationaux. Il rentre aux États-Unis en juin 1910.

#### Scission au sein du Parti républicain (1910-1911)

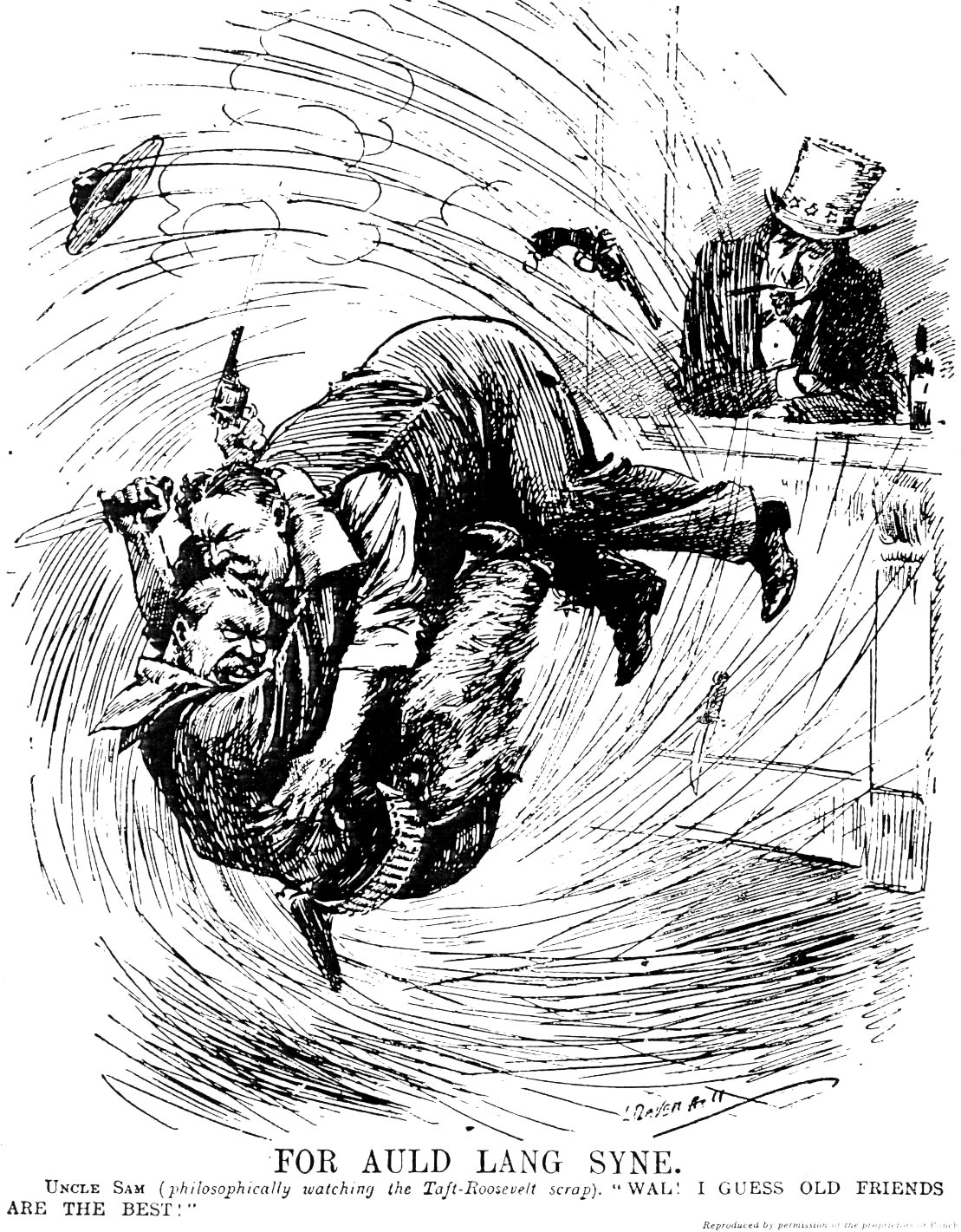
Cartoon publié en mai 1912 dans le magazine Punch dans lequel Taft et Roosevelt se battent.

Rapidement après l'investiture de William Howard Taft, Roosevelt est désabusé par sa conduite des affaires publiques. Taft est beaucoup plus conservateur que lui, mais ce qu'il accepte encore moins, c'est de ne pas avoir été consulté sur les nominations au sein du cabinet présidentiel,. Jusqu'en 1910, la vieille garde du parti conserve le contrôle des instances. Cependant, Roosevelt et l'aile progressiste du parti sont insatisfaits de la politique de conservation et de la politique douanière du président, qui se rapproche de plus en plus des conservateurs auxquels il confie les postes clés au Congrès.
L'ancien président presse ses soutiens de prendre la tête du parti au niveau des instances fédérales mais aussi locales afin d'éviter une rupture et la scission du parti qui pourraient favoriser les démocrates pour l'élection présidentielle de 1912. Dans le même temps, il n'hésite pas à afficher son optimisme à propos de l'administration Taft après une rencontre avec le président à la Maison-Blanche en juin 1910.
Dès le mois d'août 1910, Roosevelt rompt le silence et critique ouvertement la politique de l'administration Taft dans un discours prononcé à Osawatomie dans le Kansas. Ce discours est considéré comme le point de départ de son projet de Nouveau nationalisme, où il met en avant ses différences avec les républicains conservateurs. Il défend la priorité au travail contre les intérêts capitalistes, d'être plus attentif à la question du contrôle des créations et les regroupements d'entreprises ainsi qu'une interdiction des dons d'entreprises aux partis politiques. De retour dans l'État de New York, il reprend en main le parti local de celles de William Barnes Jr. (en), le successeur de Thomas C. Platt décédé au mois de mars. Taft promis d'apporter son soutien à Roosevelt dans sa lutte interne, mais ce soutien ne se matérialisa pas à la convention locale de 1910, provoquant la colère de l'ancien président. Néanmoins, Roosevelt mène campagne pour les candidats républicains pour les élections de mi-mandat où les démocrates reprennent le contrôle de la Chambre des représentants pour la première fois depuis la présidence de Grover Cleveland. Parmi les nouveaux élus, son cousin Franklin Delano Roosevelt s'est fait élire sous la bannière démocrate au Sénat de l'État de New York en faisant campagne sur la défense des propositions de son cousin face à son adversaire républicain.

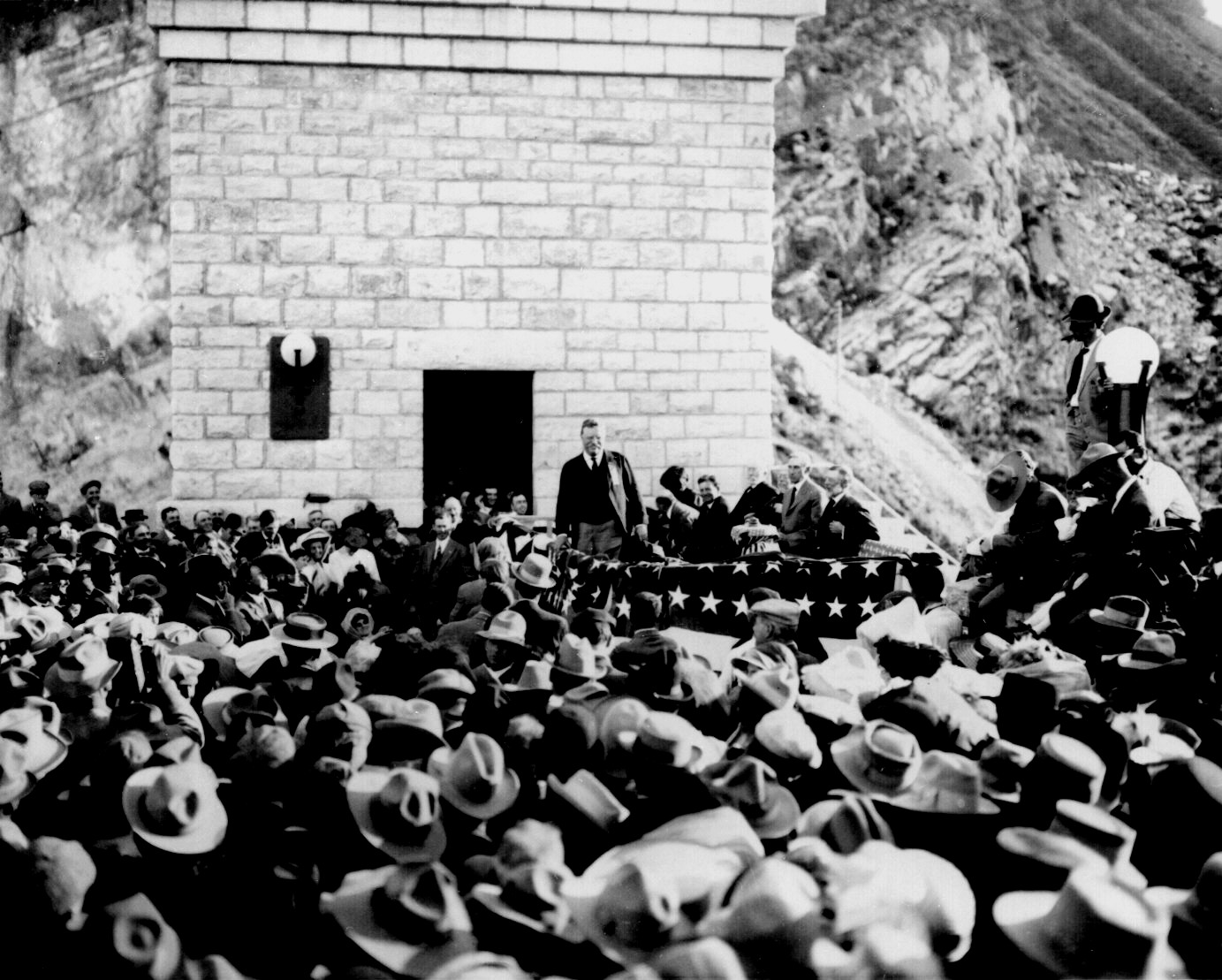
Theodore Roosevelt prononce un discours lors de l'inauguration du barrage qui porte son nom sur la rivière Salée dans l'Arizona le 18 mars 1911.

L'aile progressiste analyse l'échec du parti aux élections de mi-mandat comme la nécessité de procéder à une réorganisation profonde du parti pour l'année suivante,. Le sénateur fédéral du Wisconsin Robert La Follette rejoint Gifford Pinchot, l'éditeur et ami de Roosevelt William Allen White (en) et le gouverneur de Californie Hiram Johnson pour créer la Ligue nationale des républicains progressistes. Leur objectif est de mettre fin aux baronnies locales et de remplacer Taft par un autre candidat pour l'élection présidentielle de 1912. Bien que sceptique face à cette entreprise, Roosevelt apporte son soutien à certains principes défendus par la ligue et expose ses idées progressistes. Cependant, il refuse d'adhérer à la ligue, la jugeant trop radicale.
Entre janvier et avril 1911, Theodore Roosevelt écrit une série d'articles pour le magazine The Outlook (en) dans lesquels il défend « ce grand mouvement de notre époque, le mouvement progressiste nationaliste contre les privilèges particuliers, en faveur d'une politique efficace et honnête et d'une démocratie du travail dans l'industrie ». Roosevelt semblant désintéressé de se présenter à l'élection présidentielle de 1912, La Follette déclara sa candidature à l'investiture du Parti républicain en juin 1911. La rupture définitive entre Taft et Roosevelt intervient lorsque le département de la Justice lança une procédure antitrust contre l'U. S. Steel, dont Roosevelt avait approuvé la création en 1901. Roosevelt refuse encore de concourir contre Taft, préférant se présenter pour l'élection présidentielle de 1916 contre le candidat démocrate et espérant une défaite du président sortant contre le candidat démocrate.

### Campagne présidentielle de 1912

#### Primaires et convention républicaine
En novembre 1911, un groupe de républicains de l'Ohio apporte son soutien à une candidature aux prochaines primaires du parti. Parmi ce groupe figure James Rudolph Garfield, fils de l'ancien président James Abraham Garfield et aussi secrétaire à l'Intérieur du président Roosevelt entre 1907 et 1909. La particularité de ce soutien vient du fait que l'Ohio est l'État d'origine du président Taft. Cependant, Roosevelt refusa ostensiblement de faire une déclaration, malgré la demande de Garfield, selon laquelle il refuserait catégoriquement la nomination du parti. Peu de temps après, il déclara à propos du président Taft : 
« I am really sorry for Taft… I am sure he means well, but he means well feebly, and he does not know how! He is utterly unfit for leadership and this is a time when we need leadership. »
« Je suis désolé pour Taft… Je suis sûr qu'il est bien intentionné, mais ses intentions sont souvent faibles et il ne sait pas comment faire! Il semble dépassé pour présider et nous sommes dans une période qui appelle à des dirigeants neufs et nouveaux. »
 En janvier 1912, Roosevelt déclare que « si le peuple engage une mobilisation en faveur de ma candidature, je ne pourrai refuser de m'engager ». Un peu plus tard dans l'année, Roosevelt prononce un discours devant une convention constitutionnelle, toujours dans l'Ohio, s'identifiant ouvertement comme progressiste et approuvant une plateforme de réformes progressistes, allant jusqu'à approuver une critique populaire des décisions judiciaires de l'État. En réaction au discours de Roosevelt dans l'Ohio, notamment sur son soutien à une mobilisation populaire pour retoquer des décisions judiciaires, le président Taft déclare que « de tels extrêmistes ne sont pas des progressistes, ils sont dans l'émotion, proches du neuroticisme ». Progressivement, Roosevelt se considère de plus en plus le sauveur du Parti républicain face à une probable défaite à l'élection présidentielle.

En février 1912, il déclare dans un discours à Boston, : 
« I will accept the nomination for president if it is tendered to me. I hope that so far as possible the people may be given the chance through direct primaries to express who shall be the nominee. »
« J'accepterai la nomination à la présidence si elle m'est proposée. J'espère que, dans la mesure du possible, le peuple pourra avoir la possibilité, par le biais de primaires directes, d'exprimer qui sera le candidat. »
 Elihu Root et Henry Cabot Lodge pensaient que la division du parti conduirait à sa défaite lors de la prochaine élection, tandis que Taft pensait qu'il serait battu soit aux primaires républicaines, soit lors de l'élection générale.
L'élection présidentielle de 1912 est la première où un système de primaires fut mis en place, ce qui est l'un des principaux acquis politiques des progressistes. Les primaires républicaines du Sud, où les cadres du parti sont très influents, ont vu Taft l'emporter, tout comme dans la Rust Belt (Indiana, Michigan, État de New York), dans le Kentucky et le Massachusetts. En revanche, Roosevelt l'emporte dans l'Illinois, dans le Minnesota, le Nebraska, le Dakota du Sud, en Pennsylvanie, dans le Maryland, en Californie, mais surtout dans l'Ohio natal de Taft. Les primaires, si elles démontrent la popularité de Roosevelt auprès de la base électorale du parti, ne suffisent pas à désigner le candidat à la présidence. C'est donc le comité national républicain, composé en majeure partie de partisans de Taft, qui décide des modalités pour le comptage des délégués.
Avant la Convention nationale républicaine (en) à Chicago, Roosevelt exprime des doutes quant à ses chances de victoire, notant que Taft avait plus de délégués et le contrôle de la commission de vérification des délégués. Son unique espoir pour l'emporter était de convaincre les chefs de partis que la nomination de Taft permettrait de confier l'élection aux démocrates, mais les leaders du parti étaient déterminés à ne pas céder de terrain à Roosevelt. La commission de vérification des délégués s'accorda pour que la majorité des délégués soient attribués à Taft, qui remporte la nomination dès le premier tour. Les délégués Afro-américains du Sud ont joué un grand rôle dans cette affaire, votant massivement en faveur du président sortant. De même, La Follette aida indirectement à la victoire de Taft. Sa campagne fut reléguée au second plan après plusieurs prestations désastreuses. Certains des partisans de La Follette se tournèrent d'ailleurs vers Roosevelt à cette occasion. Mais c'est l'insistance de Gifford Pinchot pour qu'il se retire en faveur de Roosevelt qui poussa La Follette à critiquer fortement l'ancien président et sa plateforme politique. Espérant une convention bloquée pour obtenir la nomination, La Follette refusa de libérer ses délégués pour Roosevelt, conduisant à la victoire de Taft.

#### Fondation du Parti progressiste et campagne électorale

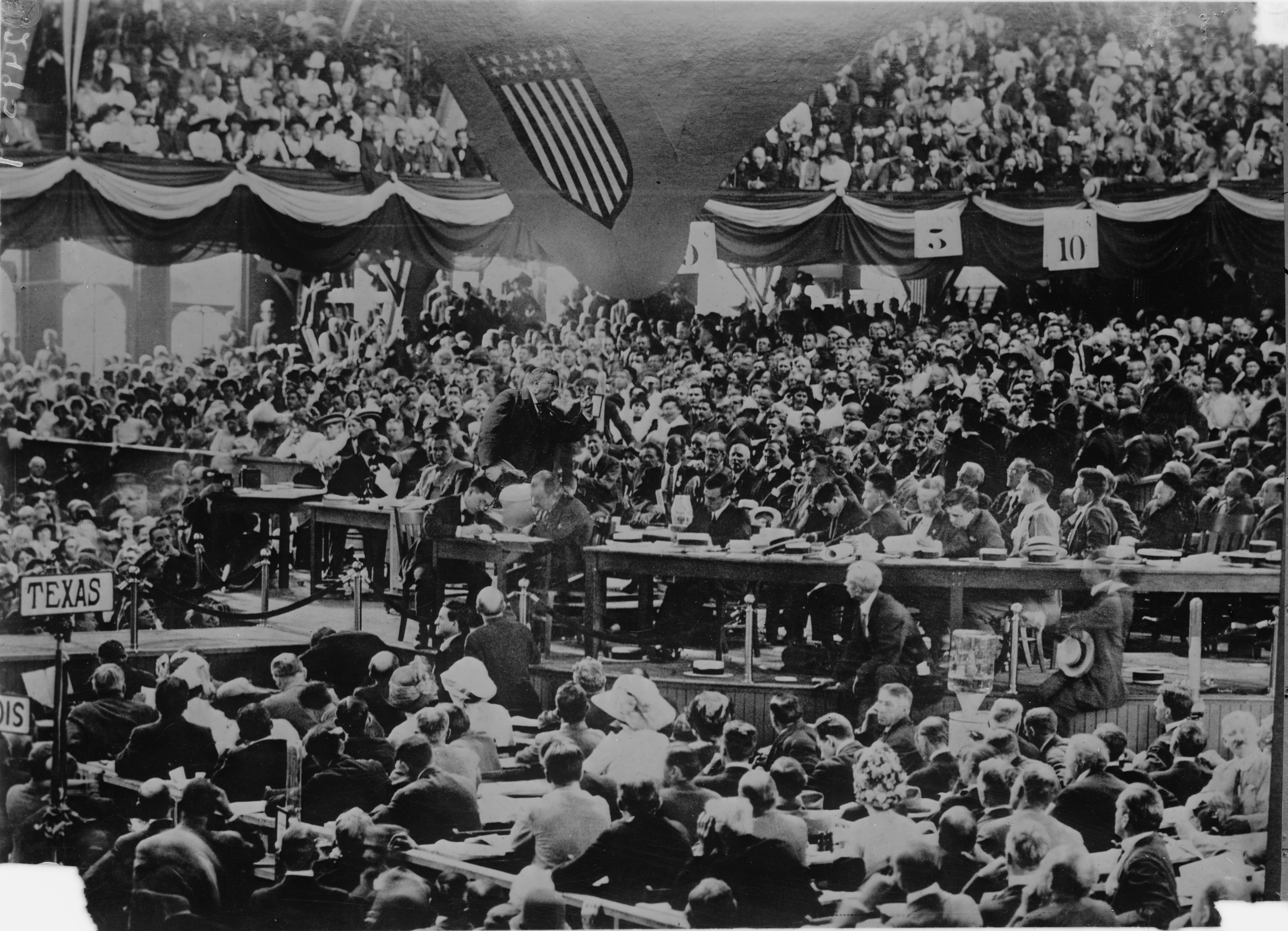
Discours de Theodore Roosevelt à la convention de Chicago.

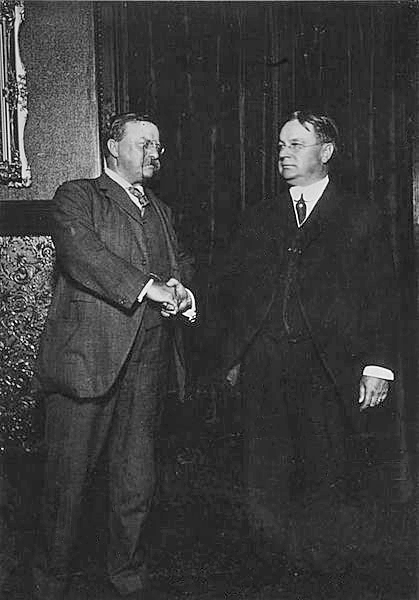
Theodore Roosevelt et Hiram Johnson après la convention de Chicago.

Une fois que sa défaite lors de la Convention nationale républicaine apparue comme probable, Roosevelt annonça qu'il « accepterait l'investiture progressiste sur une plateforme progressiste », déclarant aussi « je me battrai jusqu'au bout, que je gagne ou que je perde ». De façon prophétique, Roosevelt déclare également : 
« My feeling is that the Democrats will probably win if they nominate a progressive. »
« Mon sentiment est que les démocrates gagneront probablement s'ils désignent un progressiste. »
 S'appuyant sur ses soutiens au sein du Parti républicain, notamment Gifford Pinchot, son épouse Cornelia Bryce Pinchot (en) et l'ancien sénateur de l'Indiana Albert J. Beveridge (en), Roosevelt et ses soutiens fondent le Parti progressiste, le structurant comme une organisation permanente qui présenterait des tickets dans tous les États. Le parti prend rapidement le surnom de « Bull Moose Party » ou « Parti de l'orignal mâle », après que Roosevelt ait déclaré dans la presse : « Je suis aussi en forme qu'un orignal mâle ». Lors de la Convention nationale progressiste (en) de Chicago, Roosevelt proclame dans un discours : 
« We stand at Armageddon and we battle for the Lord. »
« Nous sommes à Armageddon et nous nous battons pour le Seigneur. »
 Le gouverneur de Californie Hiram Johnson fut désigné comme candidat à la vice-présidence. La plateforme de Roosevelt fait écho à ses propositions des années 1907-1908, appelant à une intervention vigoureuse du gouvernement pour protéger les Américains des intérêts capitalistes : 
« To destroy this invisible Government, to dissolve the unholy alliance between corrupt business and corrupt politics is the first task of the statesmanship of the day. This country belongs to the people. Its resources, its business, its laws, its institutions, should be utilized, maintained, or altered in whatever manner will best promote the general interest. This assertion is explicit… Mr. Wilson must know that every monopoly in the United States opposes the Progressive party… I challenge him… to name the monopoly that did support the Progressive party, whether… the Sugar Trust, the US Steel Trust, the Harvester Trust, the Standard Oil Trust, the Tobacco Trust, or any other… Ours was the only program to which they objected, and they supported either Mr. Wilson or Mr. Taft. »
« Pour détruire ce gouvernement invisible, pour dissoudre l'alliance impie entre le monde des affaires corrompu et les politiciens corrompus qui est la première tâche de l'homme d'État de l'époque. Ce pays appartient aux Américains. Ses ressources, ses affaires, ses lois, ses institutions, doivent être utilisées, maintenues ou modifiées de la manière la plus favorable à l'intérêt général. Cette affirmation est explicite… M. Wilson doit savoir que chaque monopole aux États-Unis s'oppose au parti progressiste… Je le mets au défi… de nommer le monopole qui a soutenu le parti progressiste, que ce soit… le Sugar Trust, le US Steel Trust, le Harvester Trust, le Standard Oil Trust, le Tobacco Trust, ou tout autre… Notre programme était le seul auquel ils s'opposaient, et ils soutenaient soit M. Wilson, soit M. Taft. »

#### Tentative d'assassinat

Photographie de la radiographie au rayon X de Theodore Roosevelt après la tentative d'assassinat avec des annotations. La balle, logée dans sa poitrine, resta dans son corps jusqu'à la fin de sa vie.

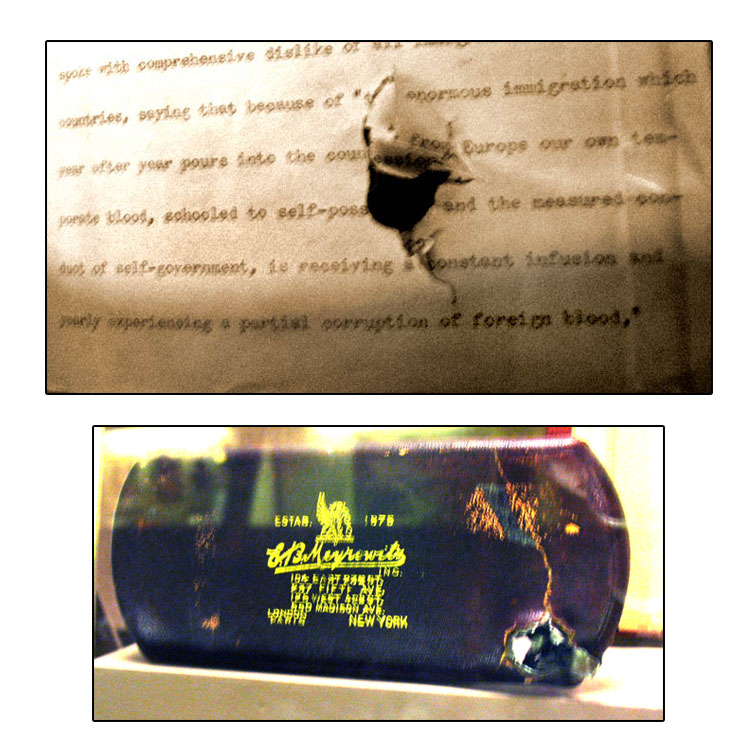
Photographie de l'exemplaire du pli unique du discours Progressive Cause Greater Than Any Individual qui se trouvait dans la poche de Theodore Roosevelt après la tentative d'assassinat.

Le 14 octobre 1912, alors qu'il venait d'arriver pour participer à un meeting à Milwaukee dans le Wisconsin, par ailleurs État d'origine de La Follette, Theodore Roosevelt est atteint par une balle de revolver tirée à bout portant par un gérant de saloon atteint de démence. Son agresseur, John Flammang Schrank (en), pensait que le fantôme du président McKinley lui avait intimé l'ordre de tuer Roosevelt. La balle s'est logée dans sa poitrine après avoir pénétré dans son étui à lunettes en acier et traversé un épais (50 pages) exemplaire à pli unique du discours intitulé « Progressive Cause Greater Than Any Individual » qu'il portait dans sa veste. Schrank a été immédiatement désarmé par un immigrant tchèque appelé Frank Bukovsky, capturé, et aurait pu être lynché si Roosevelt n'avait pas crié pour que Schrank reste indemne. Roosevelt assura à la foule qu'il allait bien, puis ordonna à la police de s'occuper de Schrank et de s'assurer qu'aucune violence ne lui soit infligée.
En tant que chasseur et anatomiste expérimenté, Roosevelt conclut à juste titre que puisqu'il ne toussait pas de sang, la balle n'avait pas atteint son poumon, et il déclina toute suggestion de se rendre immédiatement à l'hôpital. Au lieu de cela, il a prononcé le discours prévu avec du sang s'infiltrant dans sa chemise. Il a parlé pendant une heure et demie avant de terminer son discours et d'accepter de recevoir des soins médicaux. Le lendemain, il aurait déclaré : « Aucun homme n’a été plus heureux que je l’ai été, un bonheur absolu ». Après avoir été informés de la tentative d'assassinat, Taft et Wilson suspendirent leur campagne pour ne pas créer de déséquilibre. Il passe deux semaines à récupérer de sa blessure avant de repartir en campagne.

#### Dernier manifeste
Le 30 octobre, soit deux semaines après la tentative d'assassinat, il prononce un discours devant 16 000 personnes au Madison Square Garden, au cours duquel il déclare notamment que : 
« Perhaps once in a generation, there comes a chance for the people of a country to play their part wisely and fearlessly in some great battle of the age-long warfare for human rights. »
« Peut-être que pour la première fois depuis une génération, une chance exceptionnelle pourrait permettre aux Américains de jouer un rôle majeur et inespéré dans le cadre de la longue lutte pour les droits humains. »

#### Épilogue et résultats

Collège électoral de l'élection présidentielle de 1912.

Après que les démocrates ont choisi le gouverneur du New Jersey Woodrow Wilson, Roosevelt ne s'attendait pas à remporter l'élection générale, car Wilson avait grâce à son bilan de gouverneur séduit de nombreux démocrates progressistes qui auraient pu autrement envisager de voter pour Roosevelt. Néanmoins, Roosevelt a quand même mené une campagne vigoureuse, au point que l'élection se transforma en duel entre Wilson et lui, malgré la présence de Taft. Roosevelt respectait Wilson, mais les deux hommes étaient en désaccord sur diverses questions ; Wilson s'opposait à toute intervention fédérale concernant le suffrage des femmes ou le travail des enfants (qu'il considérait comme des questions d'État), et attaquait la tolérance de Roosevelt envers les grandes entreprises.
Roosevelt remporte un peu plus de 4 millions de voix, soit 27 % du vote populaire, contre 3,5 millions pour Taft (23 % du vote populaire). Wilson à quant à lui obtenu plus de 6 millions de voix, soit 42 % du vote populaire. Eugene V. Debs parvient à remporter plus de 900 000 voix pour le Parti socialiste d'Amérique, soit près de 6 % du vote populaire. Paradoxalement, Roosevelt a échoué à conquérir suffisamment d'électeurs modérés du Parti républicain. Wilson remporte 435 grands électeurs, contre 88 à Roosevelt et 8 à Taft. Sa victoire est d'ailleurs la première victoire d'un candidat démocrate depuis la réélection de Grover Cleveland en 1892 et la plus large depuis l'élection présidentielle de 1852. Roosevelt, quant à lui, a recueilli une part du vote populaire plus importante que tout autre candidat tiers parti à la présidence dans l'histoire.

## Dernières années et mort

### Expédition scientifique en Amazonie (1913-1914)
Un de ses amis, le pasteur John Augustine Zahm, le persuade de participer à une expédition scientifique en Amérique du Sud. Pour la financer, il reçoit le soutien du musée national d'histoire naturelle en échange de la promesse de ramener de nouvelles espèces au musée.
Le 21 octobre 1913, Theodore Roosevelt débarque à Rio de Janeiro pour une série de conférences en Amérique du Sud.

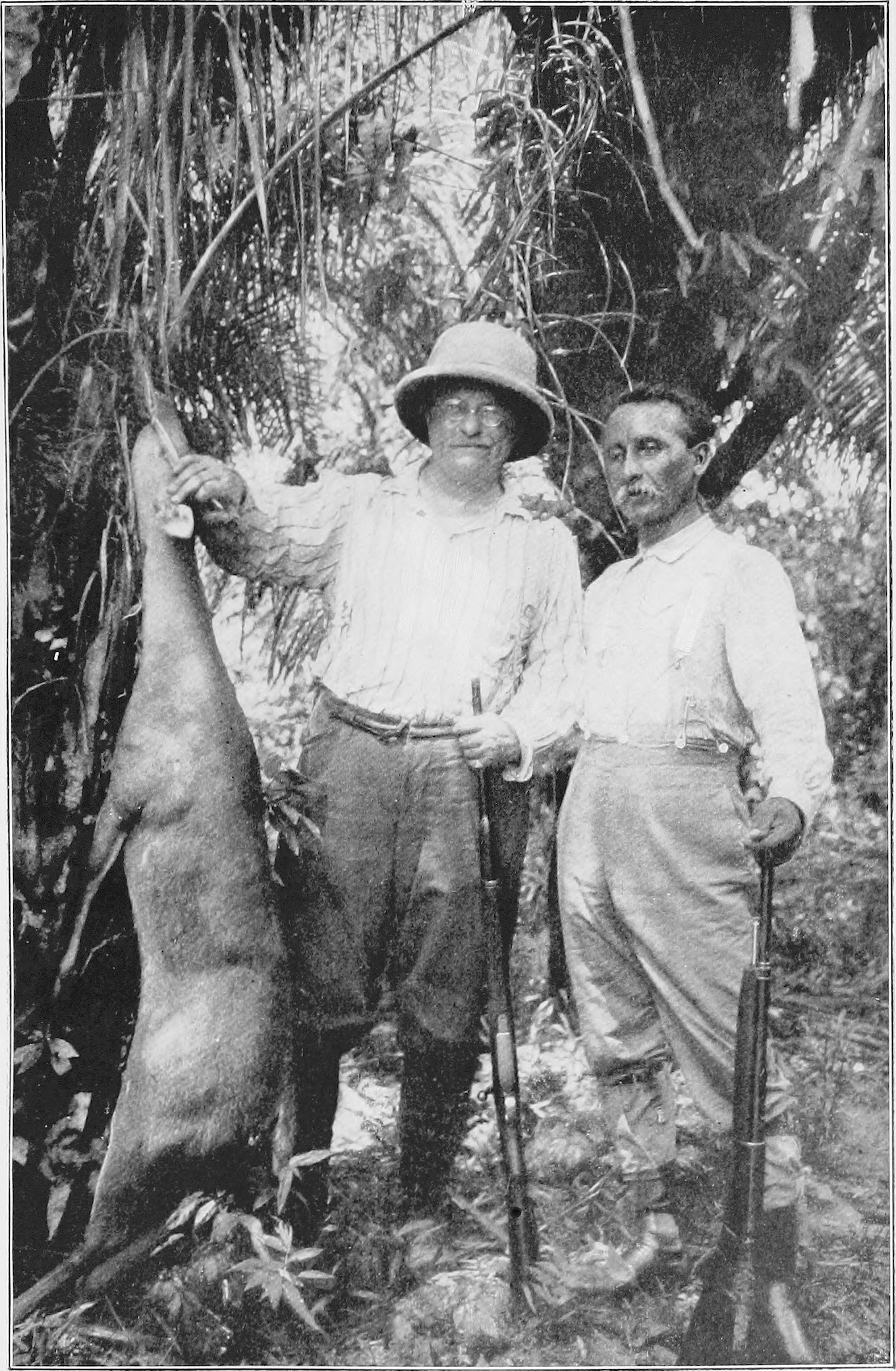
Theodore Roosevelt (à gauche) et Cândido Rondon (à droite) avec un cerf des marais pendu à un arbre.

De décembre 1913 à avril 1914, il participe avec Cândido Rondon à l'expédition qui porte leur nom l'expédition scientifique Roosevelt-Rondon (en) durant laquelle ils parcourent le rio Roosevelt.

### Soutien des Alliés pendant la Première Guerre mondiale (1914-1918)
Il dénonce avec virulence la politique étrangère du président Wilson et apporte son soutien à la Triple-Entente dès le déclenchement de la Première Guerre mondiale. Il exige une politique plus dure contre l'Empire allemand, notamment en ce qui concerne la guerre sous-marine à outrance. Il qualifie d'échec la stratégie de neutralité au regard des atrocités en Belgique et les violations des droits des ressortissents américains,.
En mars 1917, le Congrès donne à Roosevelt le pouvoir de lever un maximum de quatre divisions similaires aux Rough Riders, et le major Frederick Russell Burnham est chargé à la fois de l'organisation générale et du recrutement. Cependant, le président Wilson annonce à la presse qu'il n'enverrait pas Roosevelt et ses volontaires en France, mais qu'il enverrait plutôt un corps expéditionnaire américain sous le commandement du général John Pershing. Roosevelt ne pardonnera jamais à Wilson sa décision et publie rapidement The Foes of Our Own Household, un acte d'accusation du président en exercice. Le plus jeune fils de Roosevelt, Quentin, un pilote des forces américaines en France, est tué lorsqu'il est abattu derrière les lignes allemandes le 14 juillet 1918 à l'âge de 20 ans. Les historiens affirment que la mort de Quentin a tellement affligé Roosevelt qu'il ne s'est jamais remis de sa perte,.

### Retour avorté en politique (1916-1919)

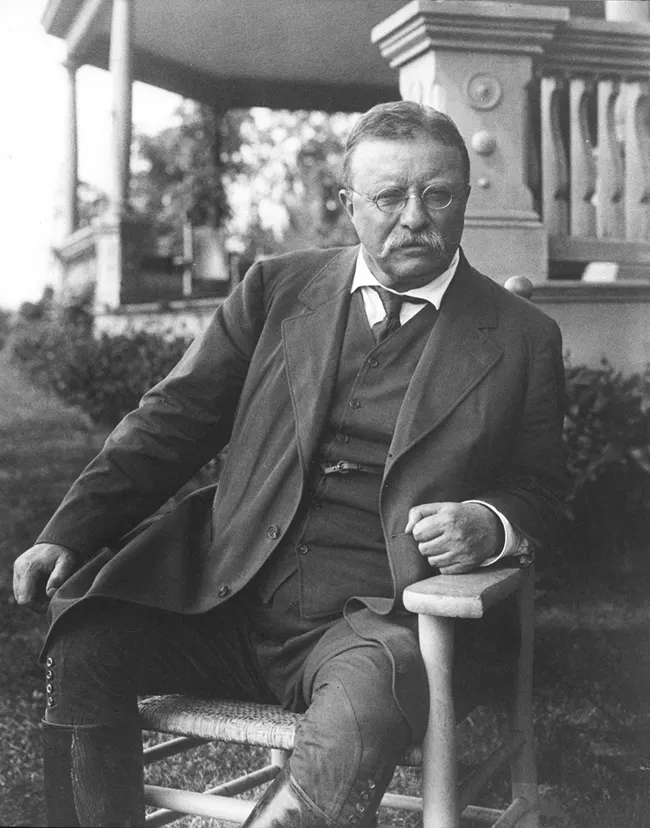
Roosevelt en 1918 à Sagamore Hill.

Les attaques de Roosevelt contre Wilson aideront les républicains à prendre le contrôle du Congrès lors des élections de mi-mandat de 1918. Il refuse une demande des républicains de New York de briguer un autre mandat au poste de gouverneur, mais attaque les quatorze points de Wilson, appelant à la place à la capitulation inconditionnelle de l'Empire allemand. Bien que sa santé soit incertaine, il est considéré comme l'un des principaux candidats à l'investiture républicaine pour l'élection présidentielle de 1920, mais insiste sur le fait qu'il ne trahirait pas ses convictions : 
« If they take me, they'll have to take me without a single modification of the things that I have always stood for! »
« S'ils me prennent, ils devront me prendre sans une seule modification des choses que j'ai toujours défendues ! »
 Dans une lettre à son ami éditeur William Allen White, il explique qu'il veut ramener le Parti républicain à un programme et à des mœurs partisanes proches de celles du parti de Lincoln.
Cependant, la condition physique de Roosevelt continue à se détériorer tout au long de 1918 en raison des effets à long terme des suites des fièvres tropicales qu'il avait contractées en Amazonie. Il est hospitalisé pendant sept semaines à la fin de l'année et ne se remettra jamais complètement.

### Mort
Malgré sa santé fragile, Theodore Roosevelt est un grand sportif. Il pratique en particulier le judo, étant l'un des premiers Américains à obtenir la ceinture marron. Il est notamment membre de la National Rifle Association.
Dans la nuit du 5 janvier 1919, il connaît des difficultés respiratoires. Après avoir reçu un traitement de son médecin George W. Faller, il se sent mieux et va se coucher. Ses derniers mots sont adressés à son garde du corps James E. Amos (en) : « S'il vous plaît, éteignez cette lumière, James. »
Il meurt dans son sommeil le lendemain, entre quatre heures et quatre heures quinze du matin, après qu'un caillot de sang s'est détaché d'une veine pour se loger dans ses poumons. Après avoir appris sa mort, son fils Archibald télégraphie à ses frères et sœurs : « Le vieux lion est mort ». Le vice-président Thomas R. Marshall déclare que « la mort a frappé le président Roosevelt pendant son sommeil ; s'il avait été éveillé, il y aurait eu une bagarre ».
Après un service d'adieu privé dans la salle nord de Sagamore Hill (en), des funérailles simples ont lieu à la Christ Church (en) d'Oyster Bay. Le vice-président Thomas R. Marshall est présent, ainsi que l'ancien président Taft, les sénateurs Henry Cabot Lodge et Warren G. Harding et l'ancien gouverneur Charles Evans Hughes. La route enneigée du cortège menant au Youngs Memorial Cemetery (en) est bordée de spectateurs et d'une escouade de policiers à cheval venus de New York. Theodore Roosevelt est enterré sur une colline surplombant Oyster Bay.

## Hommages

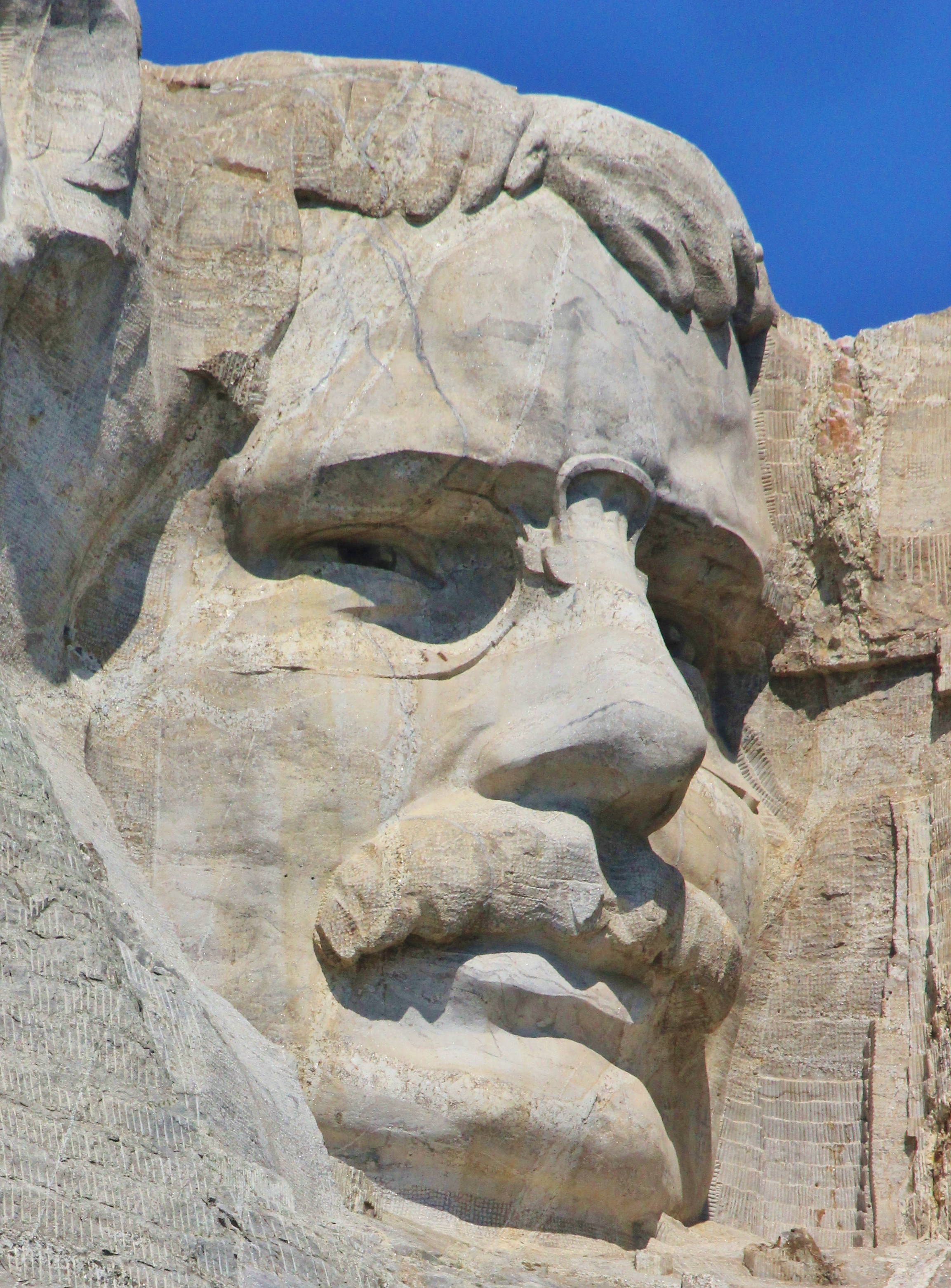
Effigie de Theodore Roosevelt sur le mont Rushmore.

Theodore Roosevelt est considéré par les Américains comme l'un de leurs plus grands présidents ce qui lui a valu d'avoir son effigie sculptée dans le granit du mont Rushmore, au côté de George Washington, Thomas Jefferson et Abraham Lincoln.
Il est célébré par un mémorial sur Theodore Roosevelt Island situé sur le fleuve Potomac, l'île est traversée par un pont nommé en son honneur. Inauguré en 1964, il relie le Commonwealth de Virginie à Washington, D.C. 
En 1939, un monument équestre est érigé à New York devant l'entrée du Musée américain d'histoire naturelle. Le président est représenté à cheval et de chaque côté de lui marchent deux hommes, un Amérindien et un Africain subsaharien. En raison de la controverse née d'une figuration jugée raciste, il est retiré de son emplacement en 2022.
Il a fait l'objet d'un autre monument (en) à Portland (Oregon), disparu en 1942. Il est également représenté par une statue équestre, Theodore Roosevelt, Rough Rider, à Portland, qui commémore son temps à la tête du régiment des Rough Riders. Elle a été déboulonnée par des manifestants en octobre 2020.
Theodore Roosevelt inaugure, le 18 mars 1911, un barrage qui porte son nom près de Phoenix, en Arizona.
Un parc national porte son nom dans le Dakota du Nord, le parc national Theodore Roosevelt. À l'ouest de Medora, la construction de la Theodore Roosevelt Presidential Library (en) est en cours et devrait être achevée en août 2026.
À Los Angeles, sur Hollywood Boulevard, l'Hotel Roosevelt, a accueilli la première cérémonie des Oscars le 16 mai 1929, et a été baptisé en son honneur.
Le court-métrage Teddy, the Rough Rider qui lui est consacré en 1940 a remporté un Oscar du cinéma lors de la 13e cérémonie des Oscars. 
Il est interprété par Brian Keith en 1975, au côté de Sean Connery et Candice Bergen, dans le long métrage relatant une prise d'otages américains au Maroc, Le Lion et le Vent de John Milius.
Dans la série de films La Nuit au musée (2007, 2009 et 2015), réalisés par Shawn Levy, Robin Williams incarne une statue de cire représentant Theodore Roosevelt aux côtés de Ben Stiller, qui joue un gardien de nuit dans un musée dont les êtres inanimés prennent vie la nuit grâce à une tablette égyptienne magique.
Le porte-avions nucléaire Theodore Roosevelt lui rend hommage.
Il fait partie des personnalités dont John Dos Passos a écrit une courte biographie, au sein de sa trilogie U.S.A..
Une station du métro léger de Manille aux Philippines porte son nom.
Un monument commémoratif de Quentin Roosevelt, fils cadet du président Theodore Roosevelt (mort en combat aérien le 14 juillet 1918) est érigé sur le territoire de la commune de Coulonges-Cohan.
L'astéroïde (188693) Roosevelt porte son nom.

## Dans la culture populaire

### Filmographie

#### Cinéma
- 1919 : The Fighting Roosevelts de William Nigh
- 1937 : Sidney Blackmer dans Sa dernière chance
- 1940 : Sidney Blackmer dans Teddy, the Rough Rider
- 1941 : Thomas A. Curran (en) dans Citizen Kane
- 1951 : Mel Blanc dans Ballot Box Bunny
- 1956 : Frank Albertson dans Mon amie Flicka
- 1959 : Robert Vaughn dans Law of the Plainsman
- 1962 : Karl Swenson dans Le Virginien
- 1967 : Karl Swenson dans Brighty of the Grand Canyon
- 1975 : Brian Keith dans Le Lion et le Vent
- 1997 : Tom Berenger dans Rough Riders
- 2006 : Robin Williams dans La Nuit au musée
- 2008 : Ed Metzger dans L'Étrange Histoire de Benjamin Button
- 2009 :
  - Robin Williams dans La Nuit au musée 2
  - Acteur non crédité dans L'Ultime Guerrier (Deadliest Warrior)
- 2015 :
  - Mike O'Connell dans Another Period
  - Robin Williams dans La Nuit au musée : Le Secret des pharaons
- 2018 : Brian Geraghty dans L'Aliéniste
- 2022 : Jeremy Bobb dans The First Lady

#### Télévision

##### Séries
- 1992 : James Gammon dans Les Aventures du jeune Indiana Jones, saison 1 épisode 3
- 2001 : Stephen Root dans La Légende de Tarzan, saison 1 épisode 22 Le Safari du Président Roosevelt.

### Jeux vidéo
Dans le jeu de stratégie Civilization VI (2016), les États-Unis ont Théodore Roosevelt comme dirigeant.

### Histoire de l'ours
L'origine de « Teddy Bear », qui désigne un ours en peluche, fait l'objet de plusieurs anecdotes. La plus courante est la suivante : en 1903, Roosevelt rentra bredouille d'une chasse à l'ours de quatre jours. Croyant lui faire plaisir, les organisateurs enchaînèrent un ourson noir au pied d'un arbre afin de satisfaire le président : outré par ce simulacre, Theodore Roosevelt fit libérer l'animal,. Deux émigrants russes, Rose et Morris Mictchom, immortalisent cette histoire en créant un ours en peluche qu'ils baptisèrent Teddy (diminutif de Théodore en anglais). Le succès fut immédiat puisque, peu de temps après, ils créent leur propre atelier The Ideal Novelty in Toy Co.
Selon une autre version, Roosevelt aurait été pris en chasse par un ours et obligé de se réfugier dans un arbre. Le lendemain une photographie aurait été publiée, montrant le président assis sur une fourche d'arbre et harcelé par l'ours, avec la mention Teddy's bear (l'ours de Teddy)[réf. nécessaire].

### Picsou
Dans la série de comics La Jeunesse de Picsou , écrits et réalisés par Keno Don Hugo Rosa (aussi connu sous le nom Don Rosa), son personnage principal, Balthazar Picsou, rencontre à trois reprises Theodore Roosevelt pendant sa jeunesse. 
- Une première fois dans "Buck Picsou des Badlands" aussi connu sous Le Cow-boy des Badlands[302]. Ils se rencontrent dans les Badlands, alors que Theodore Roosevelt n'est qu'un jeune homme issu d'une famille aisée qui chercher à s'enrichir par ses propres moyens. Roosevelt n'est pas nommé, mais des détails de sa vie, comme son ranch de la croix de Malte (en) sont mentionnés.
- Une deuxième fois dans L'Envahisseur de Fort Donaldville[303]. Leurs retrouvailles débutent par un affrontement sur la colline de Killmotor (sur laquelle se dressera le célèbre coffre de Picsou), avant qu'ils ne se reconnaissent et ne dînent ensemble autour d'un feu de camp. Roosevelt est alors devenu président des États-Unis (l'histoire étant censée se dérouler au début du XXe siècle). Il est clairement établi qu'il est l'homme que Picsou a rencontré auparavant, puisqu'ils parlent de cette rencontre.
- Une troisième et dernière fois dans La Harpie de la percée de la Culebra[304]. Se trouvant tous deux au Panama lors de la percée du canal, ils se doivent trouver un arrangement, Picsou souhaitant exploiter une montagne possiblement remplie d'or qui se trouve sur le tracé du canal. Cet épisode présente également sa version de la création des Teddy Bear.

## Honneurs et distinctions
- Prix Nobel de la paix[305]
- Medal of Honor (à titre posthume, 16 janvier 2001)[68]

## Œuvres
: document utilisé comme source pour la rédaction de cet article.
- (en) The Naval War of 1812, New York, G. P. Putnam's Sons, 1882 (présentation en ligne, lire en ligne).
- (en) An Autobiography, New York, Macmillan Publishers, 1913, 647 p. (présentation en ligne).
- (en) on Race, Riots, Reds, Crime, New York, 1913, 101 p..